# Aborígenes canarios
La designación «aborígenes canarios» se aplica genéricamente a los primeros pobladores que habitaron las islas Canarias (España) antes de la conquista y colonización europeas en el siglo XV. Son también conocidos como antiguos canarios o indígenas canarios, si bien de manera popular y generalizada se les denomina como guanches, pese a que este término originalmente se refería solo a los aborígenes de la isla de Tenerife.
Durante casi dos milenios, habitaron las islas adaptándose a sus condiciones medioambientales, lo que dio lugar a formas culturales únicas y a la integración de sus sistemas religioso, social, político y económico en el entorno geográfico insular. Esta evolución diferenciada configuró siete culturas insulares bien distintas, cuyo desarrollo continuó hasta la conquista de las islas Canarias por la Corona de Castilla, iniciada en Lanzarote (1402) y finalizada en Tenerife (1496).
Su organización social abarcaba desde estructuras tribales (como en Lanzarote y Fuerteventura) hasta formas protoestatales (especialmente en Gran Canaria y Tenerife). Habitaban principalmente en cuevas naturales, aunque también construyeron viviendas de piedra seca (mampostería) en Gran Canaria, Fuerteventura, Lanzarote y El Hierro. Su economía de subsistencia se basaba en la ganadería caprina y ovina, una agricultura básica de cereales y legumbres, y la recolección de recursos silvestres terrestres y marinos. Al carecer de metales, desarrollaron una industria lítica (basalto, obsidiana) y producían cerámica a mano sin torno.
Su religión era politeísta y animista, centrada en un dios supremo asociado al cielo y espíritus malignos que influían en la vida cotidiana. Creían firmemente en la vida después de la muerte, manifestado en ritos funerarios donde destacó la práctica de la momificación compleja (especialmente en Tenerife). Los aborígenes canarios constituyen el único pueblo nativo documentado en la Macaronesia, pues no existe evidencia de poblamiento preeuropeo en Azores, Cabo Verde y Madeira.

## Etnónimos y nombres de las islas

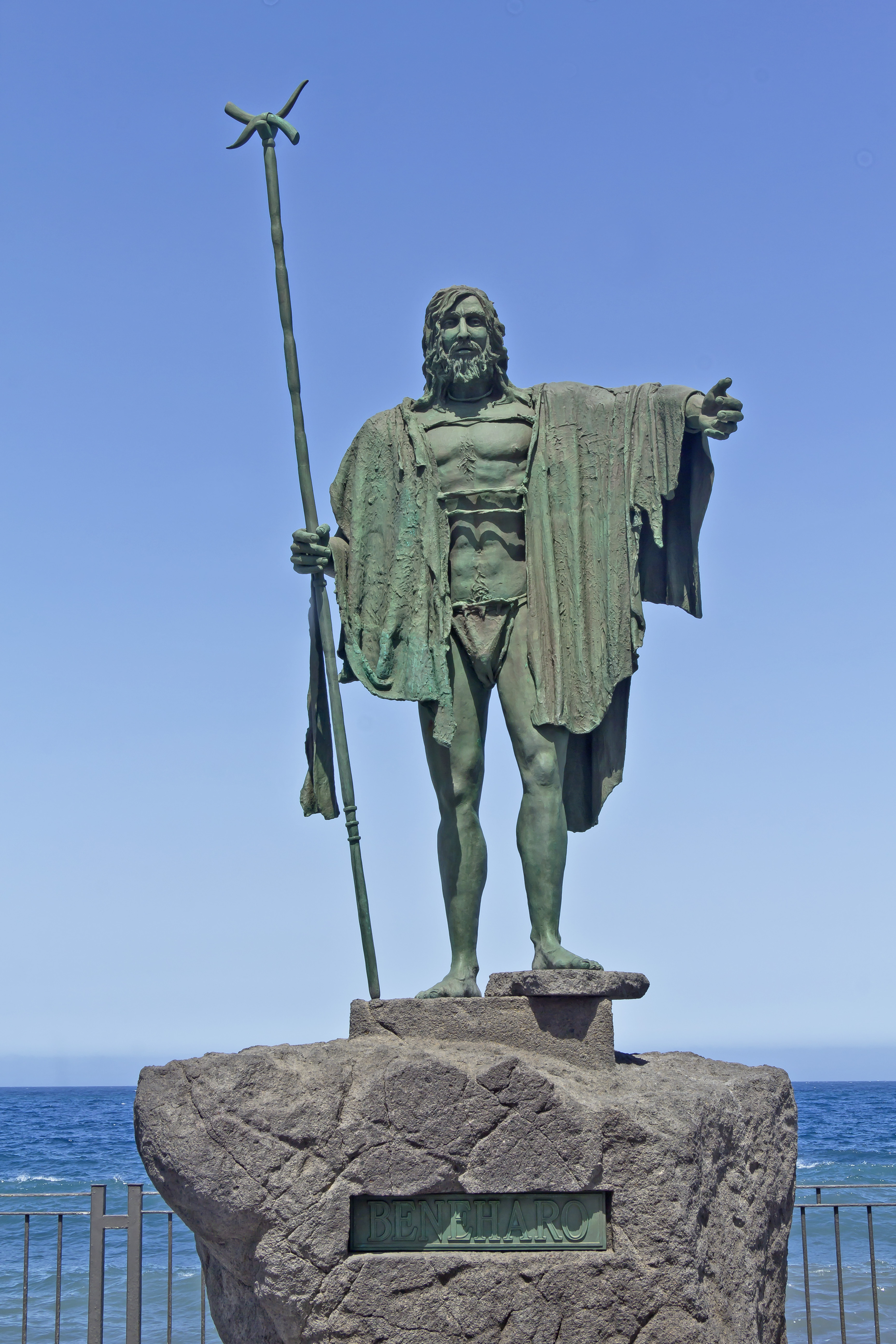
Estatua del mencey Beneharo en la plaza de la Patrona de Canarias en Candelaria, Tenerife

Aunque en la historiografía se suele hacer referencia a los primeros pobladores de forma genérica como aborígenes canarios, en los estudios modernos y en las publicaciones divulgativas se ha establecido el uso de diferentes etnónimos para cada una de las poblaciones por islas:
- Benahoaritas o auaritas son llamados los aborígenes de La Palma;
- Bimbaches o bimbapes los de El Hierro;
- Canarios los de la isla de Gran Canaria;
- Gomeros los de La Gomera;
- Guanches los aborígenes de Tenerife;
- Majos o mahoreros los de Fuerteventura y Lanzarote.

No obstante, muchos de ellos son neologismos surgidos en los siglos XVIII y XIX, caso de benahoarita, o fueron impuestos por los conquistadores, como majo o canario. Los únicos que parecen ser genuinamente aborígenes son los etnónimos guanche y bimbape. Los textos de los exploradores de las islas de los siglos XIV y XV, y los de los primeros historiadores del siglo XVI, solían referirse a los aborígenes como canarios en general o especificaban que eran naturales de, acompañado de la isla de procedencia.

### Nombres aborígenes de las islas
Las fuentes históricas tradicionales sí conservaron por contra en la mayoría de los casos las denominaciones con que algunos de los aborígenes denominaban a su propia isla:
- El Hierro: Esero[2]
- La Palma: Benahoare[2]
- Tenerife: Achinech[5] o Chineche[2][6]
- Lanzarote: Tyterogaka[7] o Maoh[6]

Los términos utilizados para las demás islas presentan dudas sobre su posible procedencia aborigen:
- La Gomera: Gomera[2][8]
- Gran Canaria: Canaria[9][10]
- Fuerteventura: Erbania[7] o Mahorata[11]

## Orígenes de la población
La evidencia genómica indica que el primer poblamiento de las Islas Canarias ocurrió entre los siglos II y V de la era común. La mayoría de los pobladores provenían del norte de África —actual Marruecos—, con predominio del linaje paterno E-M183. También se identifican haplogrupos minoritarios subsaharianos, expansiones neolíticas europeas y movimientos de la Edad del Bronce en el Magreb. Tras este poblamiento inicial, la evidencia arqueológica sugiere que las conexiones con África fueron mínimas, manteniéndose un prolongado aislamiento hasta el contacto europeo en el siglo XIV. La conquista castellana en el siglo XV generó un proceso de mestizaje con la población indígena superviviente.

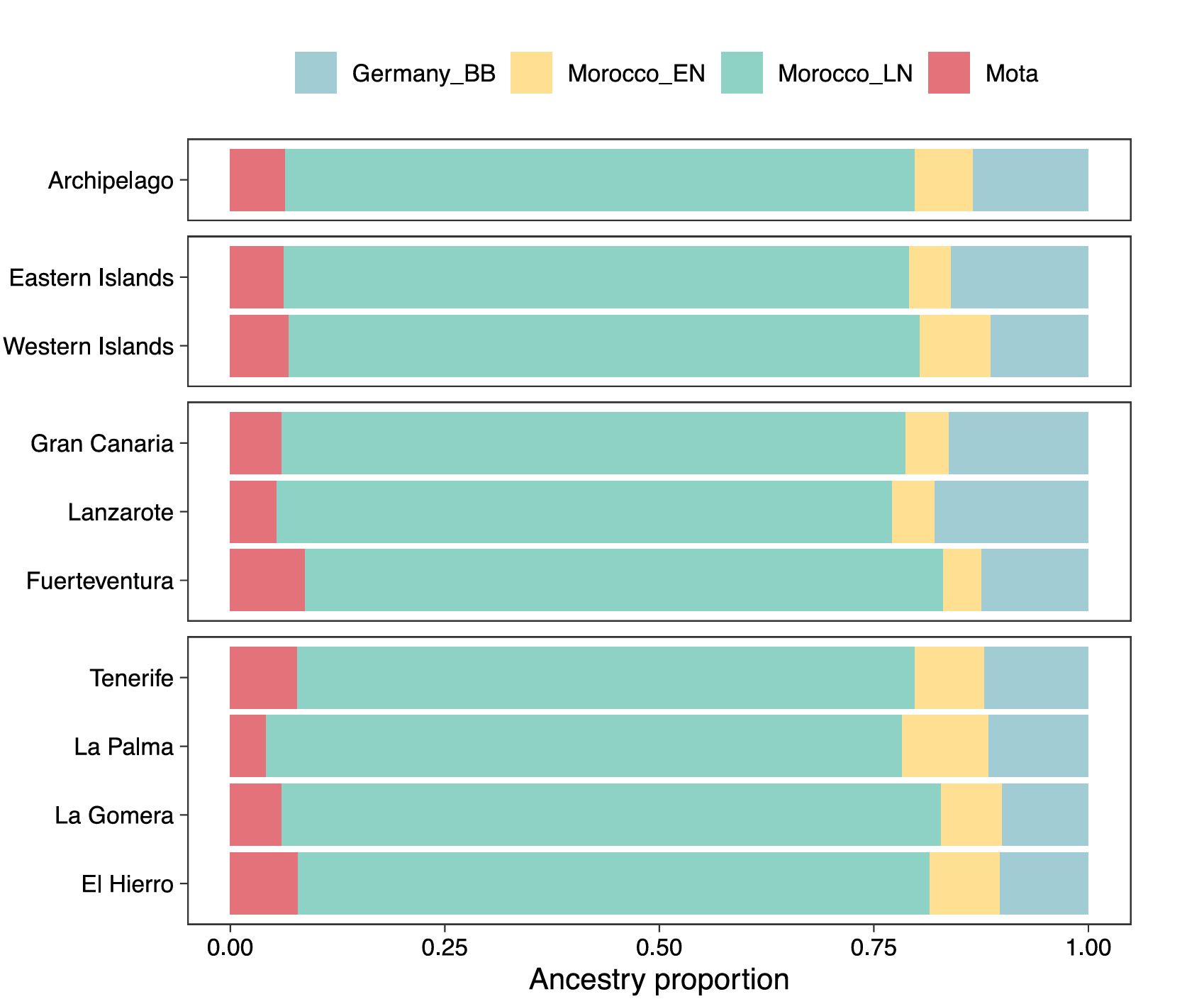
Proporción de ascendencia obtenida para el modelado qpAdm del CIP para el modelo de mejor ajuste (Morocco_EN, Morocco_LN, Germany_BellBeaker y Mota), considerando todo el archipiélago, las islas occidentales y orientales y las poblaciones insulares.

### Características demográficas
La población precolonial en Tenerife, La Palma y Gran Canaria era de 30 000-60 000 habitantes, mientras que la del resto del archipiélago 1000-3000 habitantes. Los factores de la reducción poblacional eran el efecto fundador (análisis de homología de secuencia), la insularidad y la limitación de recursos. El estudio muestra una diversidad genética insular: las islas orientales (Gran Canaria, Fuerteventura, Lanzarote) muestran mayor afinidad con poblaciones europeas antiguas y modernas que las occidentales.

### Otras teorías cronológicas
Algunos estudios proponen fechas anteriores: 
- Siglo VI a. C.: basada en dataciones en la cueva de los Guanches en Icod de los Vinos (Tenerife).[16]
- Siglo X a. C.: según hallazgos en yacimientos de Lanzarote y Fuerteventura.[17][18]

### Interacciones precoloniales
En Teguise (Lanzarote), restos arqueológicos de los siglos I a. C.-IV a. C. —como cerámicas púnicas y ánforas romanas— indican que los indígenas mantuvieron redes comerciales con pueblos mediterráneos durante la Antigüedad tardía.

### Teorías sobre el poblamiento
La hipótesis predominante sostiene que los primeros pobladores eran pueblos amaziges del norte de África, basándose en:
- Evidencias lingüísticas: Inscripciones en líbico-bereber (Garafía, El Julan) idénticas a las halladas en Libia y Argelia, así como toponimia y sistemas de numeración afines.
- Cultura material: Herramientas, cerámica y rituales paralelos en el Magreb.
- Genética: 55 % de linajes maternos aborígenes muestran afinidad magrebí, aunque la ausencia del haplogrupo U6b1 plantea interrogantes sobre su origen exacto.[20]

#### Dinámica migratoria
La colonización probablemente ocurrió en múltiples oleadas, impulsada por la desertización del Sáhara y la presión de asentamientos fenicio-púnicos y romanos en África. Se teoriza que los primeros grupos llegaron vinculados al comercio mediterráneo (siglos I-IV), mientras oleadas posteriores corresponderían a comunidades rebeldes frente a Roma.

#### Debates pendientes
- Capacidad náutica: El aislamiento insular y la aparente falta de tecnología naval indígena contradicen migraciones autónomas.
- Rutas de llegada: No se descarta que fenicios o romanos trasladaran poblaciones, pero no existen pruebas concluyentes.

## Características físicas
Por sus características físicas, se ha catalogado a los aborígenes canarios en dos subgrupos raciales: los cromañoides, de cara más ancha y robusta y menor estatura, y los mediterranoides, de rostro más fino y recto y mayor talla corporal.

## Demografía
No existen datos detallados sobre el número de aborígenes que existieron en el archipiélago. Los primeros exploradores e historiadores solo dan algunas cifras inseguras, sobre todo en relación con el número de guerreros que poseían las diferentes islas en el momento de la conquista.
Estudios demográficos modernos han intentado establecer una aproximación. Así, se calcula que la población total del archipiélago en el siglo XV sería de entre 30 000 a 70 000 habitantes. Por islas, Tenerife y Gran Canaria serían las que mayor población poseían, dados sus tamaños y condiciones ambientales, mientras que las islas más pequeñas como La Gomera y El Hierro, o las más áridas como Lanzarote y Fuerteventura, tan solo poseerían poco más de un millar de habitantes.

## Economía y subsistencia

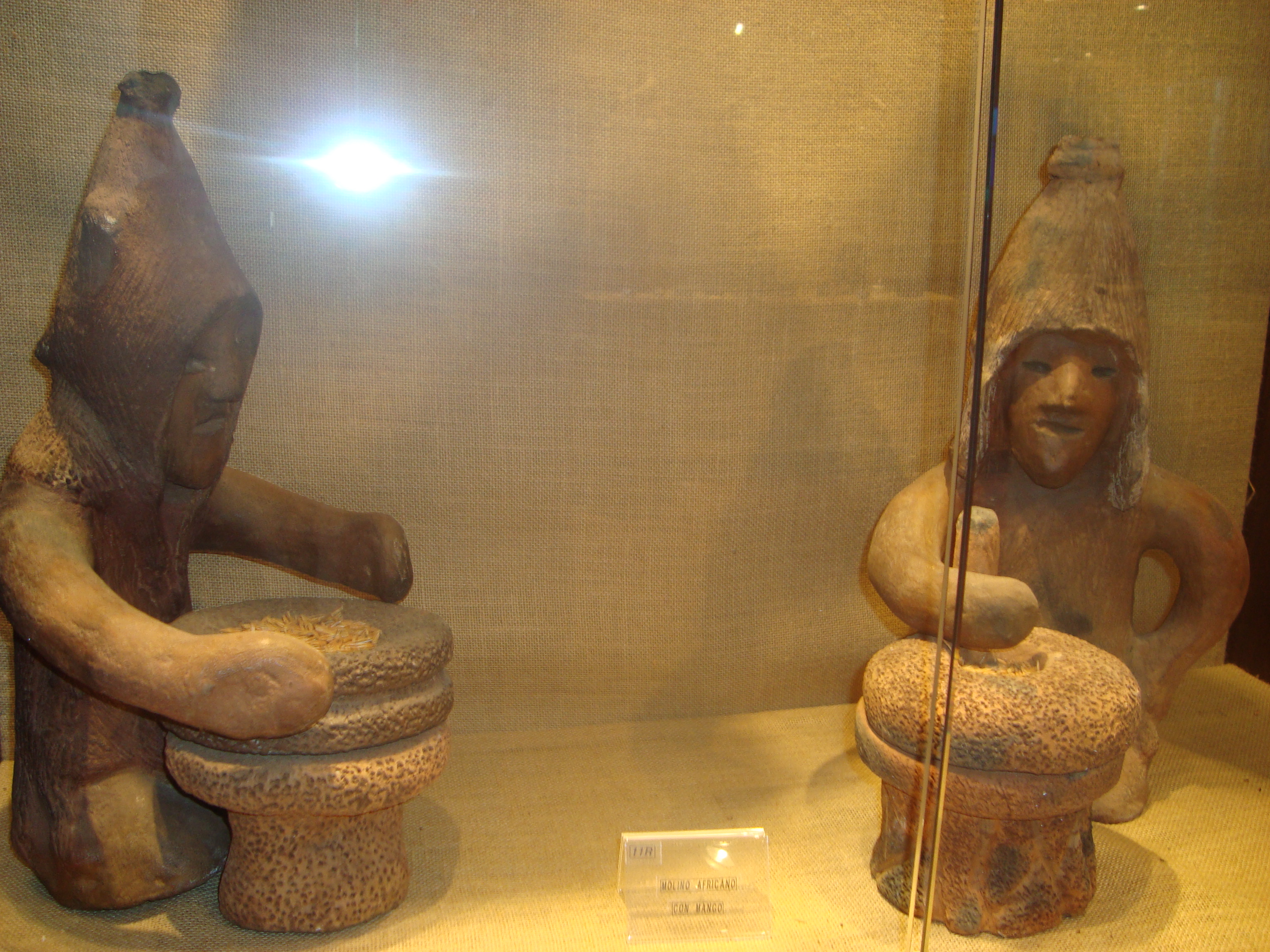
Majos elaborando gofio, representados en cerámica.

La economía aborigen se basó fundamentalmente en la ganadería, con la excepción de Gran Canaria, en donde el desarrollo de la agricultura fue más importante. Debido a la práctica inexistencia de mamíferos oriundos de Canarias, el ganado con que contaban los primeros isleños fue traído desde sus zonas de origen, en el norte de África, y adaptado a las características ambientales del Archipiélago. Este consistía fundamentalmente de cabras y un tipo de oveja de piel lisa y sin lana, similar al tipo de oveja que durante milenios pobló el norte de África y cuyos descendientes habitan aún hoy en la zona del Sahel. La cabra y la oveja jugaron un papel fundamental en la subsistencia, usándose tanto su carne como su leche y mantequilla, así como las pieles para la elaboración de la indumentaria (vestidos tipo "tamarco" y otros), los huesos para una importante industria ósea (elaboración de punzones, agujas, elementos decorativos, etc.) y la cornamenta (fabricación de tipos de arados manuales). También, aunque en menor medida, estaba presente el cerdo en las diferentes islas, al igual que el perro.
La agricultura era fundamentalmente cerealista, cultivándose especies de trigo y cebada, así como guisantes y otras legumbres. Uno de los usos principales de los cereales era la elaboración del tradicional gofio. La subsistencia en las islas se completaba con la recolección de especies vegetales silvestres; la caza de animales, fundamentalmente aves y reptiles de gran tamaño; la pesca, mediante métodos rudimentarios para capturar los peces de las zonas intermareales, charcos y zonas de poca profundidad, así como el marisqueo, siendo habitual la concentración de grandes cantidades de restos de moluscos en diferentes yacimientos de Canarias.

### Impacto sobre el medio ambiente de las islas
Durante mucho tiempo se ha creído que los aborígenes canarios influyeron poco en el medio ambiente canario, no obstante los yacimientos arqueológicos demuestran que afectaron negativamente a este, de forma tanto directa como indirecta.
En Tenerife se han encontrado evidencias (restos de polen) de que en el pasado existían al menos dos especies de árboles que actualmente no aparecen en sus bosques: un roble (Quercus Sp) y un carpe (probablemente Carpinus betulus). Estas especies parecen haber empezado a declinar en la época en la que se asentaron los primeros pobladores en la isla, así que es posible que su desaparición se debiera a la tala selectiva, las quemas, el pastoreo y el desarrollo agrícola llevado a cabo por estos.
En la isla de Fuerteventura existen evidencias de masas arbóreas desaparecidas en la actualidad, formadas por especies hoy extintas en dicha isla, como el viñátigo (Persea indica) o el madroño (Arbutus canariensis), además de otras que sólo sobreviven de forma residual, como el laurel (Laurus novocanariensis) o el paloblanco (Picconia excelsa). Estas especies, que necesitan niveles altos de humedad, son identificadas en los restos del carbón de los fuegos encendidos por los aborígenes entre los siglos IV y VII, desaparecen en etapas anteriores, cuando el carbón se identifica con especies arbustivas más adaptadas a la aridez. Esto parece indicar que la desaparición de estos bosques se debió a la intensa deforestación por parte de los aborígenes para proveerse de leña y crear pastos. La depredación de las semillas de dichos árboles por parte del ratón doméstico, introducido por los aborígenes, también podría haber ayudado a erradicar estas masas forestales. El hallazgo en el yacimiento de El Bebedero de (Turdus sp.) podría indicarnos que en la isla de Lanzarote existieron zonas boscosas en el pasado, ya que el mirlo común (Turdus merula cabrerae) habita en este tipo de hábitat. En Las Cañadas del Teide (Tenerife) se puede ver cómo el carbón de los yacimientos arqueológicos muestra un cambio de vegetación, pasando de estar dominada por bosques de pino canario (Pinus canariensis) y cedro canario (Juniperus cedrus) a estar formadas por especies arbustivas como la retama de cumbre (Spartocytisus supranubius) o el escobón (Chamaecytisus proliferus). Esto probablemente se deba igualmente a la tala. También en yacimientos de la vertiente Norte de la isla de El Hierro existen pruebas de un aprovechamiento muy intenso del pino canario, hoy en día desaparecido de la zona. En algunos yacimientos en la Gomera también se ha documentado la presencia de pinos canarios, hoy en día relegados únicamente a algunos riscos inaccesibles de la isla. Esto puede ser un indicio de que en el pasado el pinar estuviera más extendido en la isla, y que la tala sea la responsable de su casi extinción en ella.
Las pruebas de que algunas zonas sufrieron una erosión del suelo debido al sobrepastoreo o a su uso agrícola se ha constatado también en lugares como el asentamiento de Cendro, en Gran Canaria o en diversas zonas de Lanzarote.
Los aborígenes también influyeron sobre la fauna mediante la depredación. Se sabe que consumían diversas especies animales hoy extintas: la pardela de malpaís (Puffinus olsoni), la codorniz canaria (Coturnix gomerae), el lagarto gigante (Gallotia goliath), las ratas gigantes de Tenerife y Gran Canaria (Canariomys bravoi y Canariomys tamarani). En el caso de la pardela del Jable (Puffinus holeae) no existen evidencias arqueológicas de que fuera consumida por los primeros habitantes de las islas, pero las dataciones de los restos más recientes son similares a la fecha de llegada estimada de los aborígenes a las islas, de modo que es probable que se extinguieran a su llegada como consecuencia de su consumo. También existen evidencias de la presencia de aves marinas del género Pterodroma en Canarias, gracias a unos restos descubiertos en El Hierro. Aparentemente son restos muy recientes. Es posible que la depredación por parte de los aborígenes y los animales que introdujeron fueran los causantes de su desaparición. En el mismo yacimiento aparecieron también restos del halcón Accipiter gentilis, lo que sugiere que se pueda tratar de otro caso de extinción debida a la colonización humana. De la misma manera existen restos de pigargos (Haliaeetus sp.) en dos yacimientos de Fuerteventura y uno del Hierro. Estas aves, que suelen alimentarse de aves y peces, son habituales en ecosistemas insulares donde no existen mamíferos, alimentándose de presas del tamaño aproximado de la gaviota patiamarilla (Larus cachinnans). Los datos provenientes de otros archipiélagos insinúan que su desaparición suele estar relacionada con la llegada del ser humano a dichas islas. Se cree que en canarias su desaparición fue muy reciente, ya que incluso existen citas de antiguos ornitólogos que se podrían relacionar con este género.
También otros animales fueron explotados pero sin llegar a extinguirse, como el lagarto gigante de Gran Canaria (Gallotia stehlini), el lagarto gigante del Hierro (Gallotia simonyi) y la foca monje (Monachus monachus), que aunque desapareció de la isla de Fuerteventura debido a la caza aún persistía en el islote de Lobos a la llegada de los conquistadores. También el lagarto gigante de La Palma (Gallotia auaritae), una especie posiblemente extinguida pero considerada en peligro crítico, fue consumido frecuentemente como demuestran sus restos calcinados y cortados en algunos yacimientos como el de cueva Chica. En el caso de la chova piquirroja (Pyrrhocorax pyrrhocorax), que actualmente tiene como último bastión en el archipiélago la isla de La Palma, se sabe que también habitó en el pasado Tenerife, La Gomera y posiblemente El Hierro, habiendo aparecido en el registro fósil asociada a asentamientos humanos. No obstante, no se puede asegurar cuál es la causa de estas extinciones locales ni en qué momento sucedieron.
Otra especie animal, el ratón de malpaís (Malpaisomys insularis), propia de las islas de Fuerteventura y Lanzarote, se extinguió durante este periodo, casi con total seguridad a causa de la introducción por parte de los aborígenes del ratón doméstico (Mus musculus ).
También existen evidencias de que las actividades agrícolas y ganaderas de los primeros habitantes de las islas permitieron el asentamiento de algunas especies vegetales introducidas. Estas llegaron al archipiélago en forma de semillas mezcladas con las de los cultivos o en los excrementos del ganado doméstico. Son plantas que se asientan en tierras roturadas donde la cubierta vegetal original ha sido destruida. Se han identificado en el yacimiento de Belmaco (La Palma): cenizos (Chenopodium murale), bledos (Amaranthus sp.), malvas (Malva sp.), pamplinas (Fumaria sp), hierbamora (Solanum nigrum) y cagalerones (Patellifolia procumbens). También han aparecido evidencias similares en otros yacimientos de las islas. En el yacimiento grancanario de La Cerera aparecen la malva (Malva sp.), el bledo (Amaranthus sp.) o el alpiste (Phalaris sp.).
El medio marino también fue explotado por los aborígenes, que practicaban la pesca y el marisqueo. La presencia en los yacimientos arqueológicos de especies actualmente raras en las costas del archipiélago, como Dentex canariensis, una especie que hoy sólo se encuentra en las aguas próximas a las costas africanas, junto con la variación de la longitud de Sparisoma cretense (conocida localmente como vieja) pueden estar indicándonos que la presión ejercida sobre el medio marino pudo causar variaciones de talla, reducción del número de individuos, etc.

## Hábitat
Los aborígenes canarios vivían principalmente en cuevas naturales o en tubos volcánicos, aunque también existían refugios de piedra, cabañas y poblados en superficie, existiendo diferencias notables en el tipo de hábitat dependiendo de la isla. Así, por ejemplo, en Lanzarote las viviendas, que constituían poblados, eran generalmente construidas en piedra seca y techadas con falsa bóveda, siguiendo un esquema constructivo similar al de las "casas hondas", documentadas en la zona del Atlas Medio. Mientras, en Gran Canaria encontramos tanto poblados de casas construidas en superficie, como se observa en el parque arqueológico de la cueva Pintada en Gáldar, así como viviendas en cuevas, bien naturales o bien labradas en la piedra, como el caso de Ansite o Guayadeque. En las restantes islas el hábitat más habitual era la cueva natural.

### Asentamientos

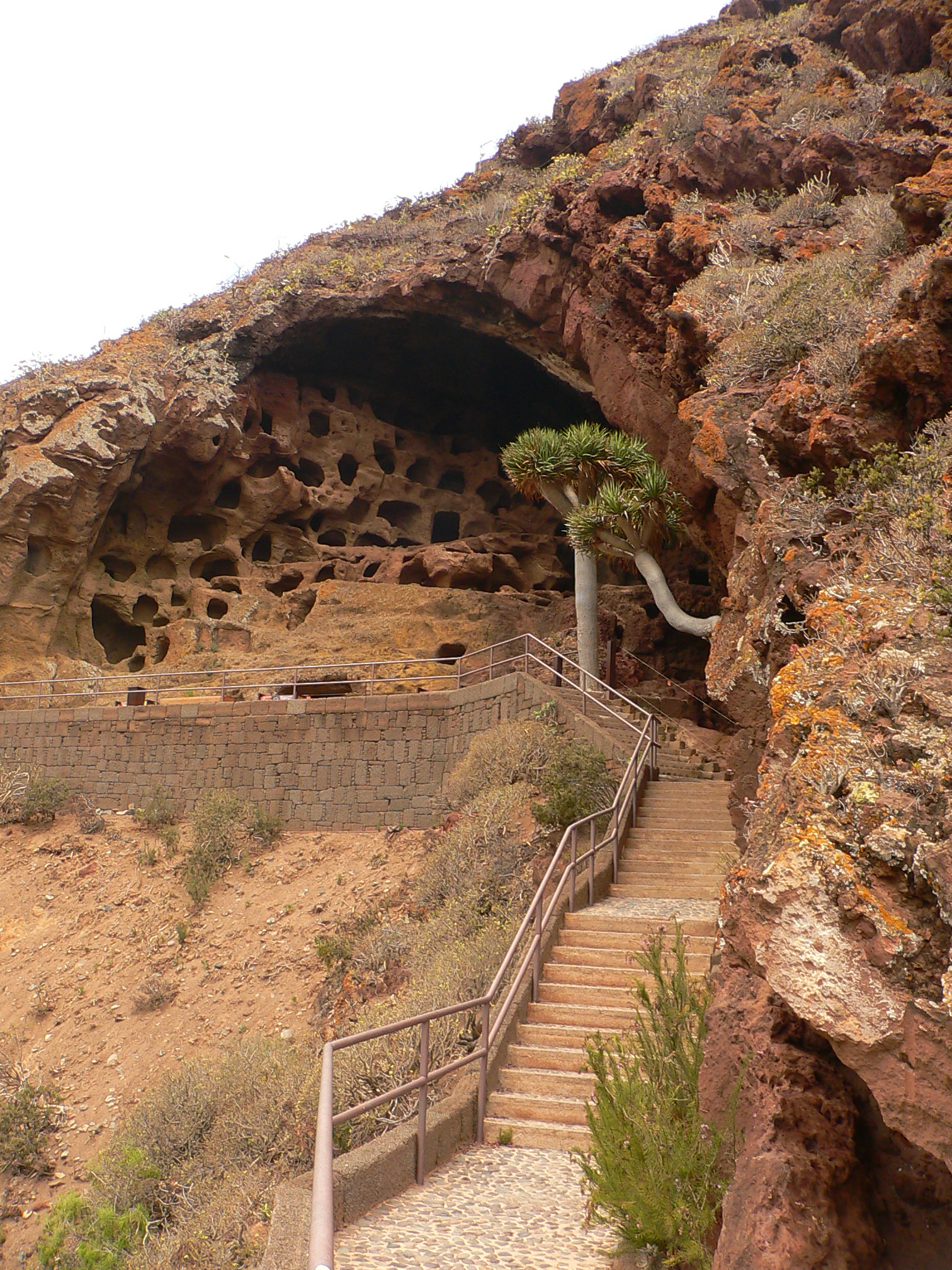
Parque arqueológico Cenobio de Valerón, Santa María de Guía de Gran Canaria.

Existían asentamientos donde más tarde los europeos fundaron ciudades y villas, como por ejemplo, en Tenerife: Añazo (Santa Cruz de Tenerife) y Candelaria. En Gran Canaria: Gáldar, Telde y Agüimes, entre otros.
Destacan en la isla de Tenerife, la zona arqueológica de la Cueva de los Guanches, donde se han encontrado los asentamientos más antiguos de Tenerife y ha proporcionado las cronologías más antiguas del archipiélago, con dataciones del siglo III a. C. y las llamadas Cuevas de Don Gaspar, por el hallazgo de restos vegetales en forma de semillas carbonizadas, la cual constata la práctica de la agricultura en Tenerife en tiempos de los guanches. Ambos yacimientos se encuentran en el municipio de Icod de los Vinos. Otros asentamientos importantes fueron los que se encontraban junto a la cueva de Chinguaro (Güímar), y junto a la cueva de Achbinico (Candelaria). Estos dos últimos parecen haber tenido una función de asentamiento religioso, pues en estas dos cuevas los guanches veneraron la virgen de Candelaria como su diosa Chaxiraxi.
En la isla de Gran Canaria, el principal centro de asentamiento fue Gáldar, hasta la división entre este guanartemato con la creación del de Telde.

### Desarrollo tecnológico y cultural

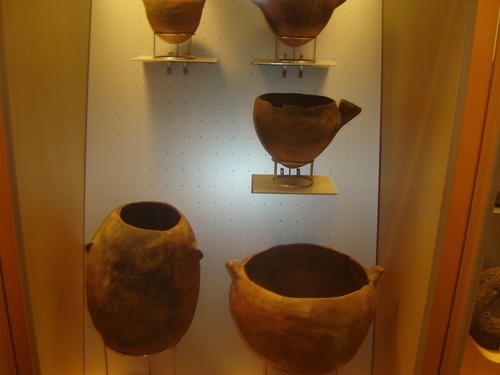
Vasijas guanches en el Museo de la Naturaleza y el Hombre (Tenerife).

Según la clásica catalogación histórica, que toma como referencia el desarrollo tecnológico de los pueblos, los aborígenes canarios han sido definidos como pueblos neolíticos. Sin embargo, este horizonte cultural está determinado por las circunstancias del medio natural que los primeros pobladores de Canarias encuentran a su llegada a las islas, ya que entre otros, estas carecen de metales debido a su origen volcánico. A pesar de ello, los pueblos aborígenes se caracterizan por tener un desarrollo cultural avanzado, correspondiente a un horizonte cultural protohistórico. Se trata de pueblos con rasgos culturales propios del ámbito bereber norteafricano, probablemente influenciados por las culturas fenicio - púnica e incluso latina, dado el contacto de estas civilizaciones con los nativos del norte de África en los tiempos de la expansión fenicia y romana.
Hay además constancia de la existencia de grabados rupestres en los que aparecen signos alfabetiformes que se han identificado como rasgos de escritura líbico-bereber, así como otra forma de escritura de difícil catalogación a la que se ha llamado líbico-canaria. En cualquier caso, estas evidencias arqueológicas nos presentan a unos pueblos que conocían la escritura, por lo que a pesar del desarrollo tecnológico pobre, determinado por la escasez de materias primas, tuvieron un desarrollo cultural avanzado, seguramente importado desde el norte de África.
Las sociedades indígenas del archipiélago orientaron y alinearon astronómicamente algunos santuarios y puntos de observación, adoratorios, templos e incluso necrópolis. La relación entre la salida y el ocaso del Sol, la luna y algunos planetas y estrellas con elementos del paisaje de las islas y con su perfil orográfico sobre el océano, les permitía establecer calendarios, organizar las actividades productoras de alimentos, las prácticas sociales y sus creencias. Como ejemplos se puede citar el conjunto de El Julan en El Hierro, la estación rupestre de Masca en Tenerife, el almogaren de Bentayga, el gran túmulo de La Guancha, Cuatro Puertas y Artenara en Gran Canaria, el yacimiento de La Fortaleza, Garajonay y las Toscas del Guirre en La Gomera, el Lomo de las Lajitas en La Palma y Tindaya en Fuerteventura.
Al contrario que en la mayoría de las culturas antiguas que surgieron en el entorno de islas oceánicas aisladas, como el Pacífico sur, en Canarias no se han encontrado evidencias arqueológicas o documentales de la existencia de embarcaciones marineras o conocimientos de navegación. Las crónicas de los primeros europeos llegados a Canarias recogen el hecho de que los guanches habían perdido por completo los conocimientos sobre navegación, de modo que las distintas islas permanecieron aisladas unas de otras durante siglos, desarrollando modos culturales diferentes.
No obstante, una fuente del ingeniero militar Leonardo Torriani nos dice que en ocasiones los nativos grancanarios confeccionaban barcos para pescar o cometer pillaje en otras islas:

...hacían barcos de árbol de drago, que cavaban entero, y después le ponían lastre de piedra, y navegaban con remos y con vela de palma alrededor de las costas de la isla; y también tenían por costumbre pasar a Tenerife y a Fuerteventura y robar [Torriani (1590) 1978: 113].

## Organización sociopolítica

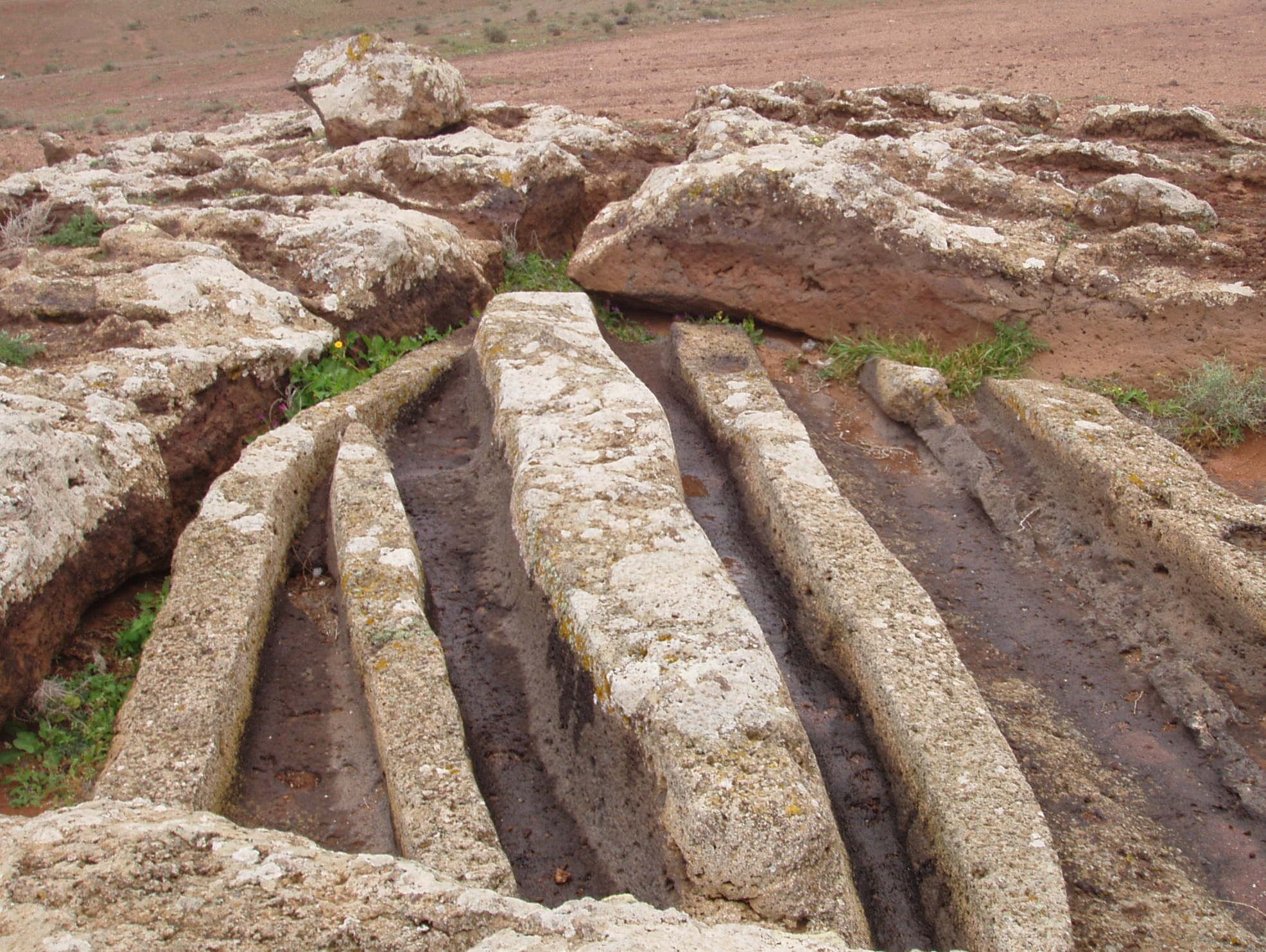
La llamada quesera de Zonzamas, conjunto de acanaladuras elaboradas por los majos.

### Estructura social y gobierno
La sociedad aborigen canaria era patriarcal y matrilineal, y estaba dividida en estratos definidos por la riqueza, en cabezas de ganado especialmente. Cada isla se dividía en territorios cuyo rey era el guanarteme (Gran Canaria) o mencey (Tenerife). El sistema de clase era también diferente en cada una de las islas, y sólo se ha identificado claramente para los casos de Gran Canaria y Tenerife, donde se puede resumir con las categorías de nobles (habiendo varias categorías dentro de ésta) y pueblo. La pureza de sangre entre los nobles de alto rango era absoluta, y para llegar a ser mencey se tenía que demostrar dicha pureza. Para el caso concreto de Tenerife, según Juan Núñez de la Peña, se distinguían tres grupos sociales:
- Achimencey> *ašimenzey, 'sucesor del mencey' - noble, hidalgo
- Cichiciquitzo > *šičizikkičo, 'calidad opulenta' - servidor soldado
- Achicaxna > *ašikkasnay, 'trasquilado, calidad humilde' - villano

Nótese que los términos con los que se identifican a las distintas categorías son similares a los existentes en la Europa de la Baja Edad Media. Esto se debe a que los cronistas extrapolaron la terminología propia de la organización social de la Europa medieval al caso insular.[cita requerida]
Posiblemente el guanarteme o mencey poseía la propiedad de la mayor parte del ganado. También se plantea la posibilidad de que el mencey también poseyera la propiedad de las canteras de extracción de materia prima para la producción lítica.[cita requerida]
Para el mantenimiento de esta jerarquía, dependiente en el servicio de otros, los guanches instruían a sus hijos mediante historias que definían el porqué de las desigualdades sociales, que serían de origen divino. De lo que se rescata, se dice que la historia consistía en que Dios creó a individuos de los que les proporcionó el ganado necesario, pero tras decidir crear más gente, vio que ésta carecía de ganado. Por ende, cuando los nuevos individuos se lo pidieron a Dios, este les dijo «Servid a los otros y ellos os darán de comer». De aquí vendría el villano.
La justicia se impartía en la plaza pública ('tagoror' en Tenerife, 'sabor' en Gran Canaria) por un grupo de notables, y según los primeros visitantes de las islas era extremadamente dura.
Se han encontrado[¿quién?] pruebas de infanticidio femenino y poliandria en varias islas[cita requerida]. Este hecho se ha interpretado como una adaptación cultural a la escasez de recursos en forma de control poblacional.

### División territorial

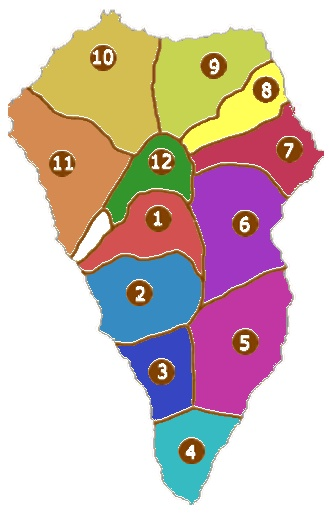
División de la isla de La Palma en cantones aborígenes.

- La isla de La Palma estaba dividida en doce demarcaciones o cantones:
  - Aceró
  - Adeyahamen
  - Ahenguareme
  - Aridane
  - Tagalgen
  - Tagaragre
  - Tamanca
  - Tedote
  - Tenagua
  - Tigalate
  - Tihuya
  - Tijarafe

- La Gomera en cuatro: Agana, Hipalan, Mulagua y Orone.

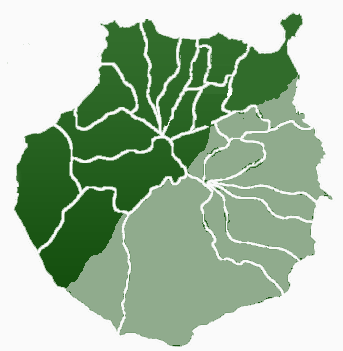
Localización de los reinos grancanarios con respecto a los municipios modernos: verde oscuro Guanartemato de Gáldar; verde claro, Guanartemato de Telde.

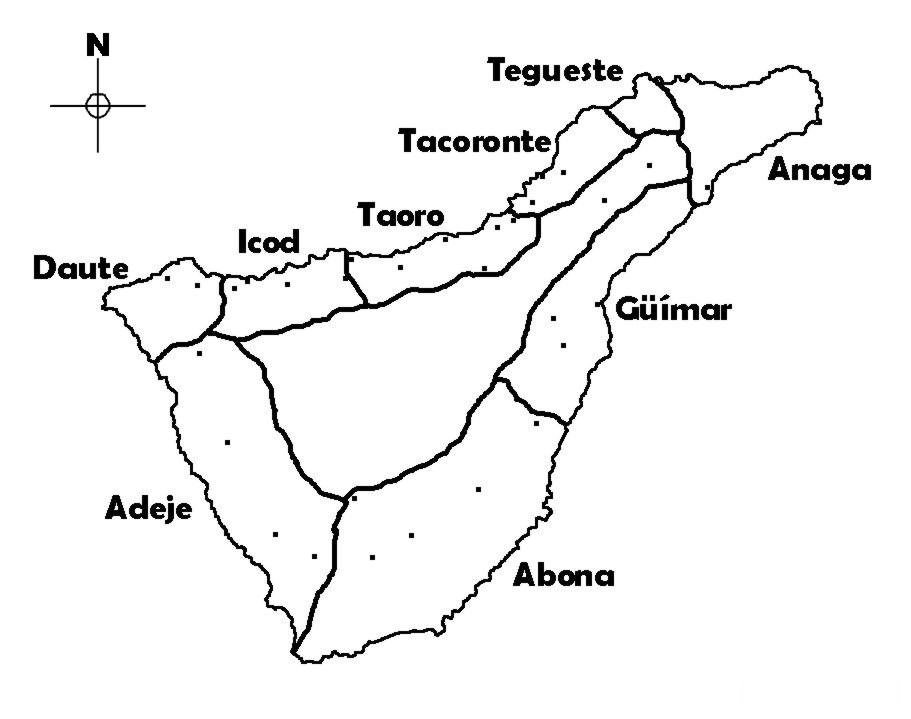
División de la isla de Tenerife en menceyatos. Los puntos corresponden a los núcleos urbanos de los modernos municipios.

- La isla de Tenerife estaba dividida en nueve reinos o menceyatos, gobernados por linajes segmentarios. Estos eran:
  - Abona
  - Adeje
  - Anaga
  - Daute
  - Güímar
  - Icod
  - Tacoronte
  - Taoro
  - Tegueste

- En Gran Canaria, en un principio existían diez capitanías (Gáldar, Telde, Agüimes, Tejeda, Aquexata, Agaete, Tamaraceite, Artebirgo, Artiacar y Arucas), pero se unirían en un solo reino debido a la campaña de unificación y conquista de la isla promovida por el caudillo Gumidafe de Gáldar junto a su mujer adivina Andamana. Poco antes de la conquista castellana se dividió el reino en dos: Gáldar y Telde.

- Fuerteventura en el momento de la conquista estaba dividida en dos cantones aborígenes: Maxorata, al norte, y Jandía, al sur.

- En Lanzarote y El Hierro no había división territorial interna.

Hay que señalar, sin embargo, que no todas estas demarcaciones territoriales corresponden a un mismo tipo de organización político-social. Así, mientras que en islas como La Palma los llamados reinos se corresponden con un tipo de formación social cercano a la tribu, en Gran Canaria correspondían con un tipo de organización protoestatal.[cita requerida]

## Religión

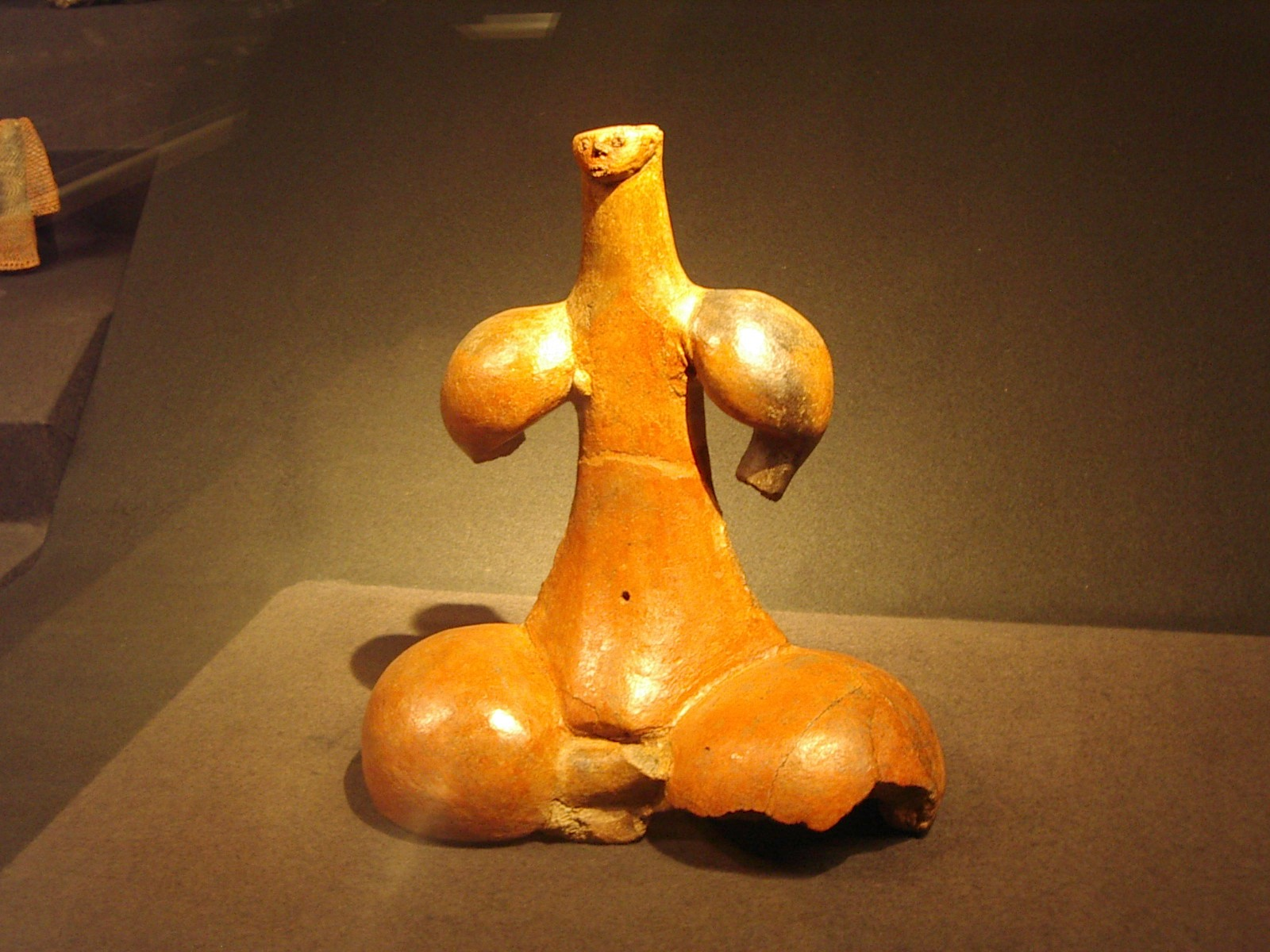
Ídolo de Tara procedente de los aborígenes de Gran Canaria, en el Museo Canario, Las Palmas de Gran Canaria.

La religión aborigen canaria tenía sus propios dioses, distintos en cada isla, pero ninguno común (exceptuando quizás al dios Magec), aunque sí con conceptos comunes. Especialmente unidas a sus creencias, estaban las momias de los aborígenes guanches en la isla de Tenerife.

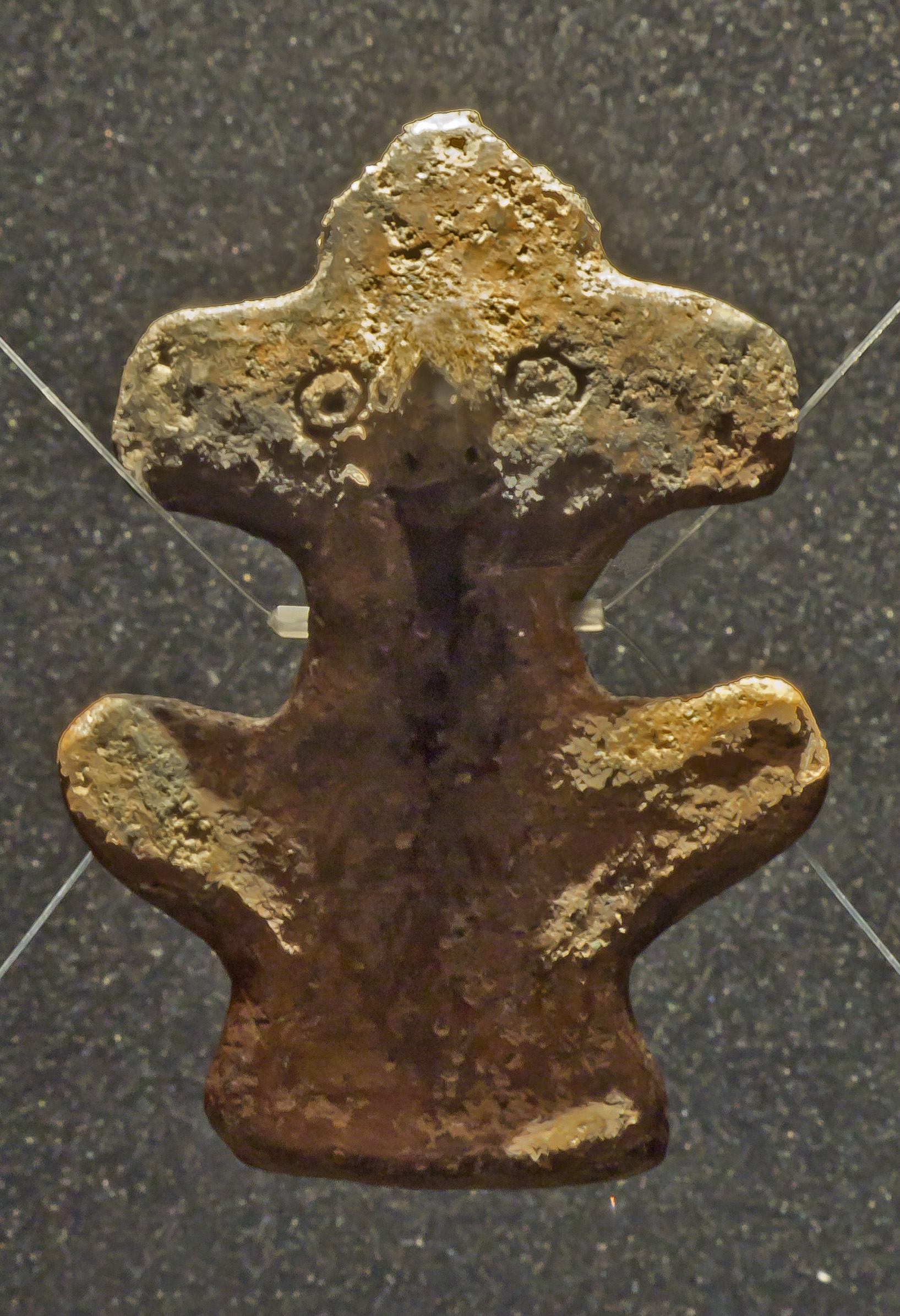
Idolillo de Guatimac, en el Museo Arqueológico del Puerto de la Cruz. (Tenerife).

- En El Hierro tenían dos divinidades importantes, el dios Eraorahan y su consorte Moneiba como dioses benignos y otro maligno al que rogaban en tiempos de desesperación, llamado Aranfaybo.
- En La Gomera adoraban a un dios creador llamado Orahan y por el otro lado a Hirguan, el dios maléfico, con aspecto de perro de pelo espeso, en ocasiones bípedo.
- En La Palma creían en Abora el dios solar, así como en un dios maligno con forma de perro lanudo, Iruene. También se hacían ofrendas a un roque llamado Idafe, soporte del cielo, localizado en el interior de la Caldera de Taburiente, para que no cayera y con ello trajera el fin del mundo.
- En Tenerife creían en Achamán. Era el dios supremo, de la suerte y de lo benévolo. Por otro lado estaba Guayota, el demonio, que habitaba en el interior de Echeide (el infierno), identificado con el Teide. Magec (el sol) era uno de los dioses principales. El término mago, con el que los terratenientes castellanos denominaban despectivamente a los agricultores de origen guanche tras la conquista, tiene su origen en el culto que le rendían dichos agricultores a fin de obtener buenas cosechas. También los guanches de Tenerife adoraron a una imagen de la Virgen María bajo el nombre de diosa Chaxiraxi, que traducido al español significaría 'la que carga el firmamento'. En Tenerife, al igual que en otras islas, también existen indicios de un culto a los antepasados espíritus ancestrales, culto conocido sobre todo por la momificación de los cadáveres. También creían en divinidades inferiores o genios domésticos guardianes de lugares específicos (maxios), y entidades malignas como el Jucancha, un temible perro lanudo, o la cabra Guañajé, espíritu protector del ganado caprino.
- En Gran Canaria el dios superior y dios solar se denominaba Acoran, pero existían muchos más dioses de menor importancia y elementos místicos tales como espíritus ancestrales, demonios y genios como los maragullos (duendes malignos) o los Tibicenas, perros demonio semejantes a los Jucanchas de Tenerife.
- En Fuerteventura, adoraban a la montaña de Tindaya, donde se ofrecían presentes en un culto de tipo solar. También se han hallado en esta montaña una serie de grabados rupestres, los llamados podomorfos.
- En Lanzarote, prácticamente se desconoce. Aunque se han encontrado figurillas de ídolos, al igual que en todas las demás islas.

### Ritos y celebraciones
Entre los aborígenes canarios, especialmente entre los guanches de Tenerife, el mes de agosto recibía en nombre de Beñesmer o Beñesmen, que era también la fiesta de la cosecha celebrada en este mes.

#### Sacrificios
Se trata de un rasgo muy poco conocido de los aborígenes canarios, pero se ha comprobado tanto arqueológicamente como por las crónicas que éstos realizaban tanto sacrificios de animales como sacrificios humanos.
Así en Tenerife, durante el solsticio de verano (mes de junio), los guanches tenían la costumbre de degollar a parte del ganado y arrojarlo a una hoguera hasta que el humo subiera al cielo. Béthencourt Alfonso afirmó sin embargo que los cabritos eran arrojados a la hoguera vivos con las patas atadas para que sus balídos fueran oídos por la divinidad. También en las otras islas se sacrificaban animales.
En cuanto a los sacrificios humanos ya Béthencourt Alfonso habla de que "hubo tiempo en que inmolaron víctimas humanas en los altares isleños", mencionando la presencia de un sacriﬁcio de un niño durante el solsticio de verano. De hecho, los guanches de Tenerife tenían por costumbre arrojar por la Punta de Rasca a un niño vivo justo a la salida del sol en el solsticio de verano. En ocasiones estos infantes provenían de cualquier menceyato de la isla, incluso del menceyato más alejado de la Punta de Rasca, el de Anaga. De esto se deduce que era una costumbre común de toda la isla.
También en Tenerife se conocen otros tipos sacriﬁcios humanos asociados a la muerte del mencey o rey, donde hombres adultos se precipitaban al mar. Los embalsamadores que elaboraban las momias, también tenían la costumbre de arrojarse al mar un año después de la muerte del mencey.
En Gran Canaria se han hallado huesos de niños mezclados con corderos y cabritos y en Tenerife han aparecido ánforas con restos de niños en su interior. Esto sugiere otro tipo de infanticidio ritual diferente a los que eran arrojados al mar.

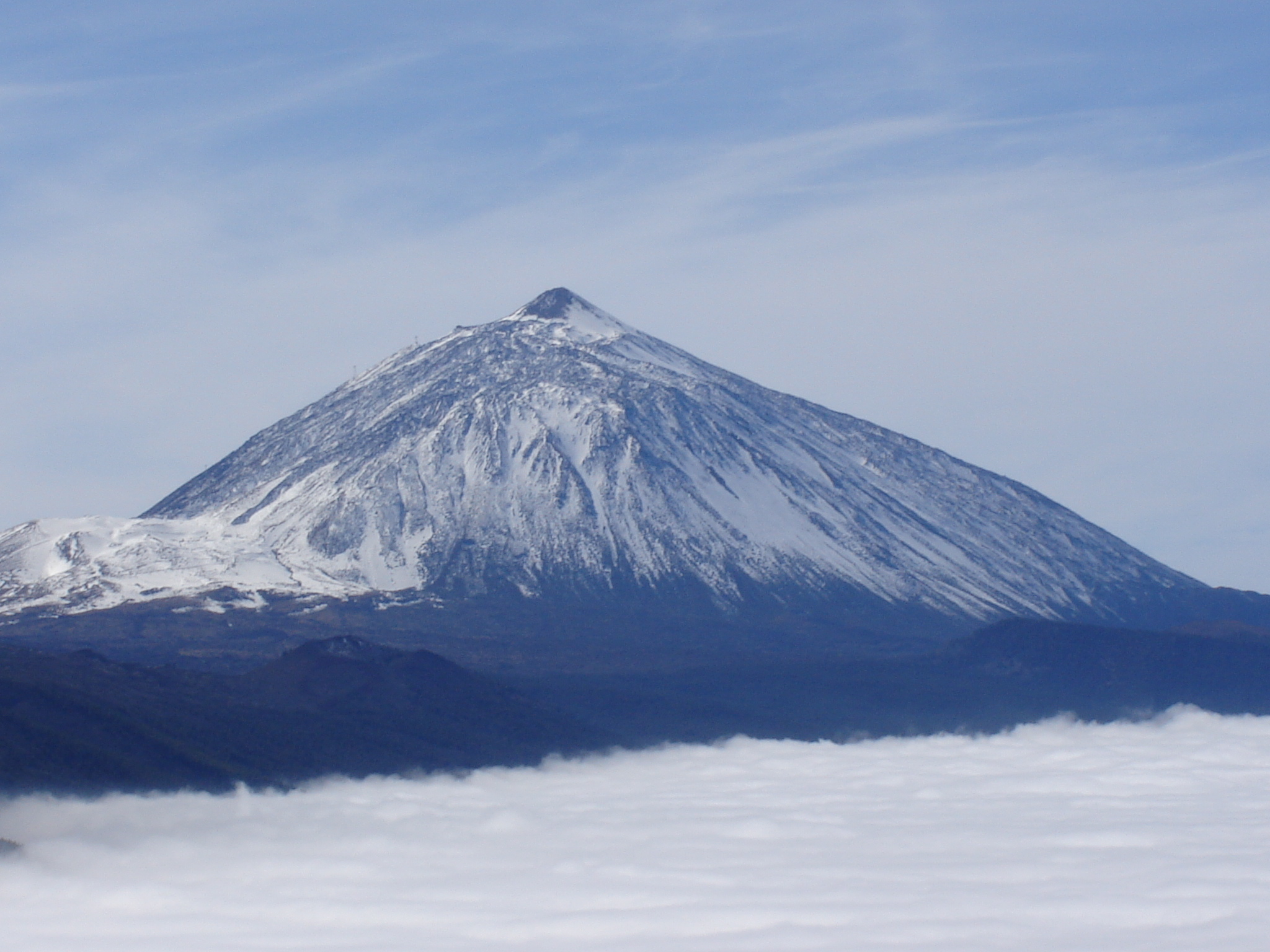
El Teide, montaña sagrada para los guanches (aborígenes canarios de Tenerife).
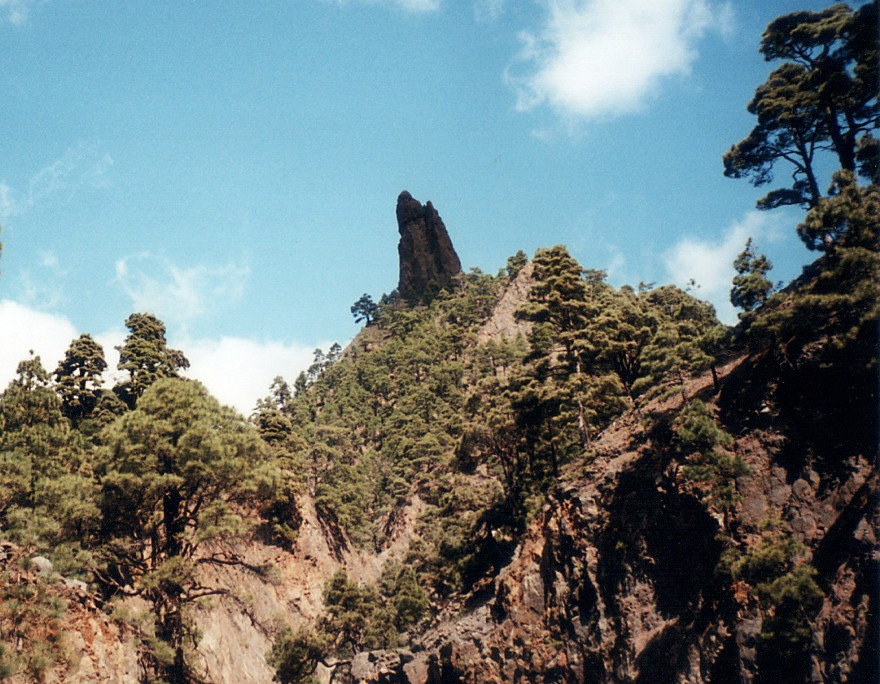
Roque Idafe en La Palma.
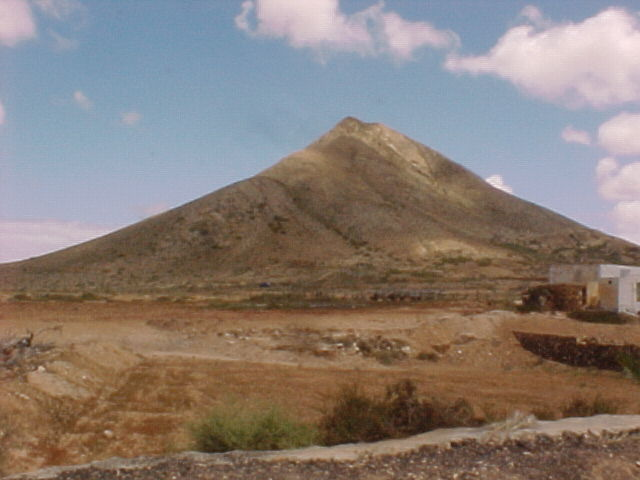
Montaña de Tindaya, considerada sagrada por los antiguos pobladores de Fuerteventura.
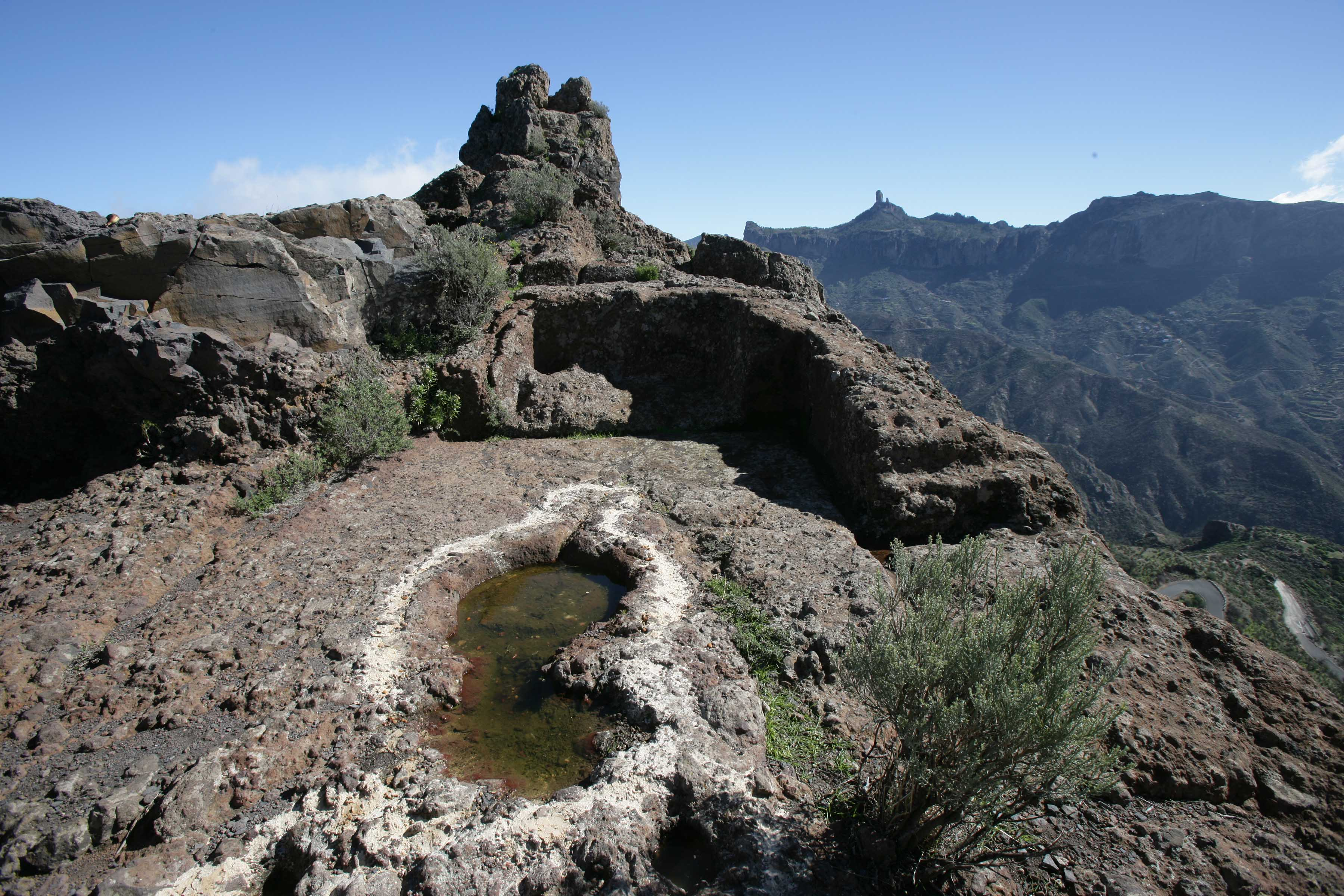
Roque Bentayga, lugar de reunión de los antiguos pobladores de Tejeda.

### Interacción con el cristianismo
En el año 2019 fue hallada una cruz grabada en la roca y orientada al sol, en un yacimiento guanche en el municipio de Buenavista del Norte en el noroeste de Tenerife. Se ha propuesto que el hallazgo podría revelar el supuesto conocimiento que los antiguos canarios tenían del cristianismo. No obstante, este símbolo fue encontrado en un megalito utilizado para rituales de fecundidad y como calendario solar.
A este respecto, cabe destacar las tradiciones de que tanto la imagen de Nuestra Señora de Candelaria en Tenerife, como la de la Virgen de las Nieves en La Palma, eran ya veneradas por los aborígenes de estas islas.

## Lenguaje y escritura
Aunque antes de los años 90 del siglo XX siempre se consideró la idea de la inexistencia de textos escritos en Canarias por parte de los aborígenes del archipiélago, hoy se sabe, en cambio, que esas ideas eran erróneas. Así, se conocen la existencia de diversas inscripciones de origen líbico-bereber en las islas occidentales y de inscripciones neo-púnicas en las islas orientales y en algunas zonas de Tenerife y La Palma. Si bien la idea más extendida entre los historiadores y el pueblo en general es que todos los aborígenes eran de origen bereber, entre otras cosas debido al análisis de ADN de huesos aborígenes encontrados, los aborígenes de las islas orientales fueron probablemente sometidos lingüísticamente por los púnicos, quienes debieron de haber exportado a los bereberes a esas zonas. Las lenguas aborígenes debían de ser un proceso evolucionado de las lenguas antes mencionadas; de ahí su parentesco a dichas lenguas. Algunas de estas inscripciones han podido ser descifradas usando vocabulario continental como referencia para reconstruir la lengua original. La dirección de la lectura de los signos pudo ser de arriba abajo o de izquierda a derecha.

## Contactos con otras culturas

### La conquista europea

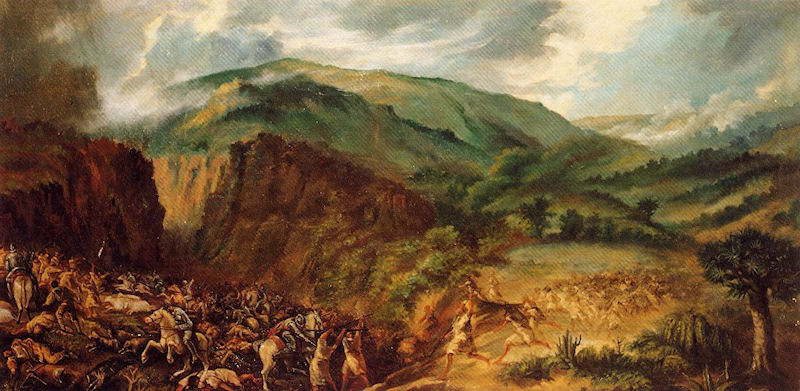
Batalla de Acentejo en Tenerife.

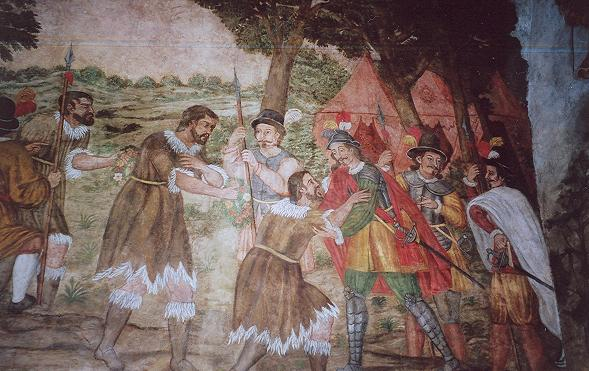
Batalla de Aguere. Rendición del bando de guerra ante Fernández de Lugo, 25 de julio de 1496

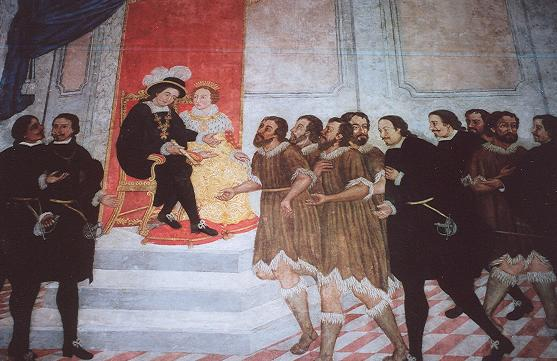
Alonso Fernández de Lugo presentando a los Reyes Católicos los menceyes cautivos de Tenerife.

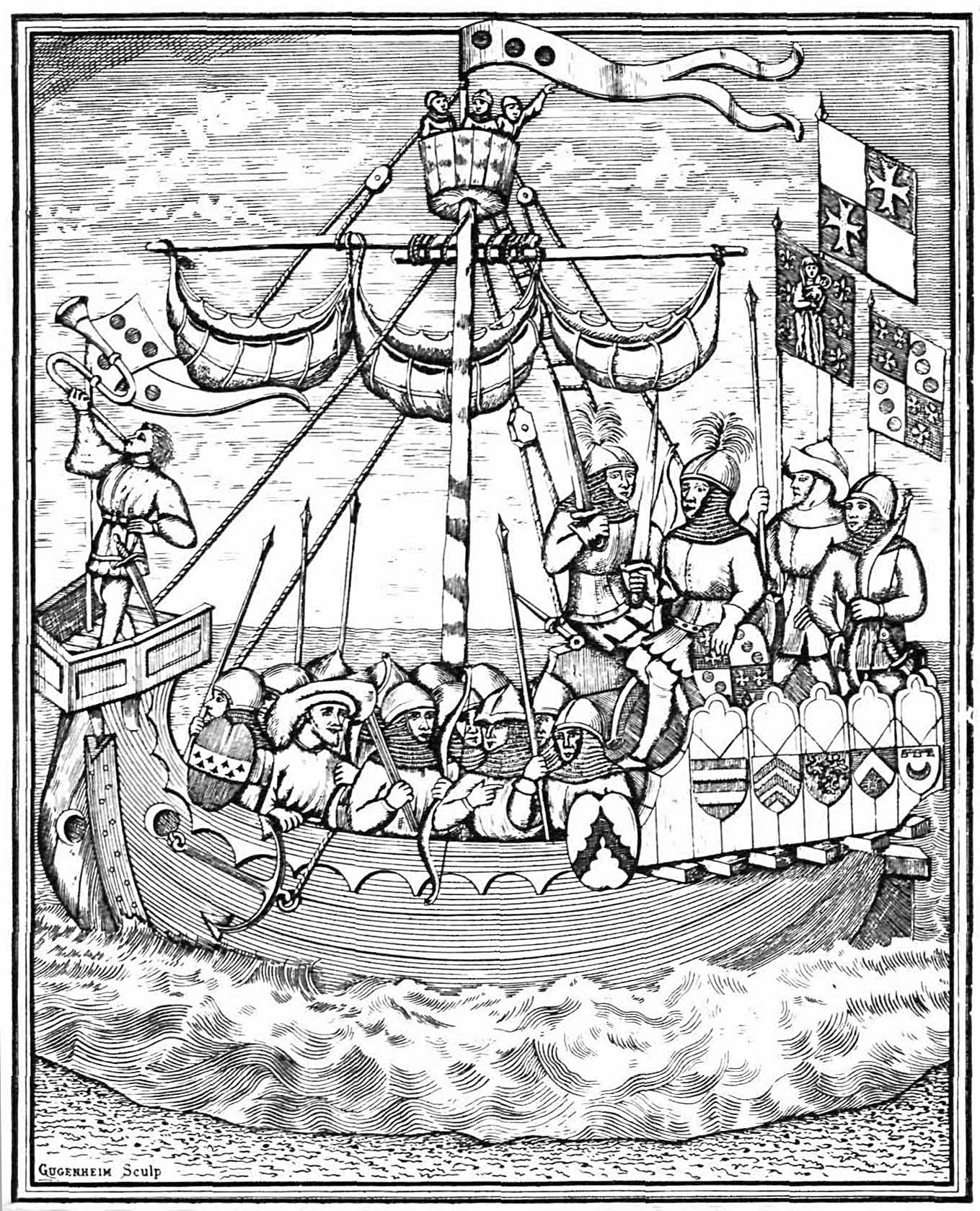
Grabado de la expedición de Jean de Bethencourt y Gadifer de la Salle a la Isla de Lanzarote para su conquista.

La conquista de las islas Canarias duró casi cien años, de 1402 a 1496, supuso la desaparición de gran parte de los elementos de la cultura aborigen en todas las islas, la conversión al cristianismo y el mestizaje entre colonos y población local.
Por un lado, se produjo mediante la penetración religiosa y cultural fruto de la introducción de colonos, sobre todo del sur peninsular, en asentamientos estables. Las relaciones de producción de los asentamientos toman las formas de un régimen señorial híbrido.
Por otro lado, la destrucción del propio sistema de producción aborigen y los consecuentes ataques a los colonos llevan a la conquista militar. Esta comienza con la encomienda de Enrique III de Castilla a los normandos Juan de Bethencourt y Gadifer de la Salle y concluye con los Reyes Católicos.
El descenso de la población de las islas, ya diezmada por las incursiones y razzias de piratas y cazadores de esclavos desde África, se agravará con las enfermedades llegadas de Europa e hizo que los colonizadores buscaran mano de obra esclava en Berberia (Magreb). Estos esclavos eran llamados moriscos, sin relación con los moriscos peninsulares, y acabaron también por fusionarse con la población de aborígenes y colonos que pervivió. Historiadores como Aznar Vallejo hablan de que un tercio de la población de Canarias a inicios del siglo XVI sería aborigen, mientras que otros como Macías la estiman en un 40 %. Sin embargo, Dominik Wölfel invierte la proporción y estima unos 2/3 de indígenas, tras la conquista, y diversos datos desde la antropología y la genética desmienten parcialmente la tesis de la extinción y minorización de las antiguas poblaciones canarias. La situación durante este siglo, tras el fin de la conquista, continuó empeorando con las incursiones de los piratas berberiscos Calafact (1569), Dogalí (1571) y sobre todo Amurat el Moro o Morato Arráez, que en la masacre de 1586 exterminó a la práctica totalidad de la población de Teguise.
En la isla de La Gomera sobrevivió mayor población prehispánica, siendo minoritaria la repoblación europea (portuguesa y castellana principalmente)[cita requerida].

## Supervivencias

### La genética de los aborígenes en la población canaria

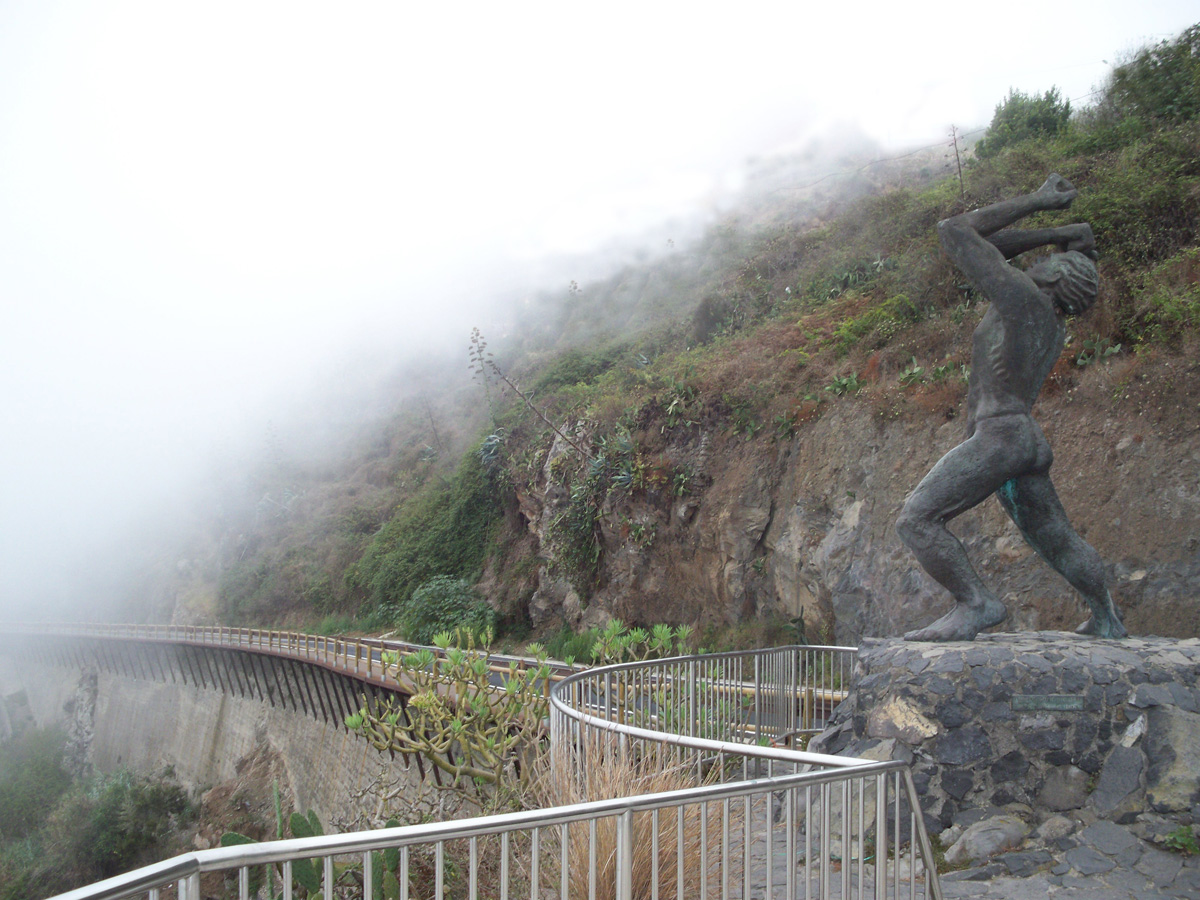
Estatua del Mencey Bentor en el mirador de El Lance, Los Realejos. Bentor fue el último Mencey en morir a manos de las tropas castellanas, y al igual que muchos guanches, prefirió la muerte en libertad a ser esclavizado.

Un artículo de investigación genética del 2003 publicado en la Revista Europea de Genética Humana y escrito por Nicole Maca-Meyer comparaba el Genoma mitocondrial aborigen (recogida de sitios arqueológicos canarios) a la de los canarios actuales y concluyó que, a pesar de los continuos cambios que la población canaria sufre desde el siglo XV, cuando el archipiélago fue conquistado por España (colonización española, el comercio de esclavos), el ADN mitocondrial indígena representa un porcentaje importante [42 - 73 %] en Canarias. De acuerdo a este artículo, ambos porcentajes se obtienen de dos métodos de estimación; sin embargo según el propio estudio el porcentaje que podría ser más confiable es el de un 73 %. Según los datos históricos y antropológicos obtenidos en las islas, desde finales del siglo XVI, al menos, dos tercios de la población canaria tienen un sustrato indígena. Maca-Meyer afirma que la evidencia histórica es compatible con la explicación de "asimetría sexual fuerte”. Según ella, fueron frecuentes los apareamientos entre hombres europeos y mujeres indígenas, tras la importante mortalidad masculina aborigen durante la conquista. La genética por lo tanto sugiere que los hombres nativos disminuyeron considerablemente en número debido a la guerra, un gran número de hombres españoles quedaron en las islas y se casaron con las mujeres del lugar, los canarios adoptaron nombres y apellidos españoles, el idioma y la religión, y de esta manera, los canarios fueron hispanizados. Aunque hay que recordar que aunque fueron los españoles quienes conquistaron Canarias no fueron ellos la totalidad de sus colonizadores. Canarias fue repoblada por españoles, portugueses (el número de estos superó al de los españoles durante el siglo XVI), franceses, flamencos e italianos (especialmente, genoveses), quienes, tras aprender castellano, se fueron mezclando con la población.
Según un estudio realizado en 2005, a pesar de la cercanía geográfica entre las Islas Canarias y Marruecos, el linaje genético masculino de la gente de las islas Canarias, es principalmente de origen europeo. De hecho, casi el 67 % de los haplogrupos son resultantes de gente de Eurasia. Como era de suponer, la conquista española trajo la base genética europea a la población masculina actual de las Islas Canarias. Sin embargo, la segunda familia de haplogrupo más importante es la del norte de África, del próximo y medio oriente. El Haplogrupo E ADN-Y (14 % si se incluye el 7 % del haplogrupo E-M81 que tiene la población bereber en general), E1b1a (2 %), J (10 %) y T (3 %). Estos haplogrupos están presentes en una proporción en las islas del 27 %. Incluso si una parte de estos haplogrupos "orientales" fueron introducidos por los españoles, podemos suponer que una buena parte de esta tasa ya estaba allí en el momento de la conquista. Según los estudios de Fregel en el 2009, la presencia de linajes E-M81, y de otros marcadores relativamente abundantes (E-M78 y el subgrupo M267-J) autóctonos del Norte de África encontrados en la población indígena canaria, apunta fuertemente a esa zona [África del Norte] como el origen más probable de los antepasados de los aborígenes canarios. En este estudio, Fregel estima que, basándose en la frecuencia del Cromosoma Y y en el ADN mitocondrial, la contribución de las mujeres y de los hombres guanches a las poblaciones de las Islas Canarias actuales fueron respectivamente de 41,8 % y 16,1 %.

### ADN mitocondrial
Los linajes maternos, conocidos por el ADN mitocondrial, se caracterizan por la prevalencia de los linajes norteafricanos, seguidos por los europeos y finalmente en un pequeño porcentaje por los subsaharianos. De acuerdo a diferentes estudios los porcentajes son los siguientes. 
|              | Norteafricano | Europeo | Subsahariano |
| ------------ | ------------- | ------- | ------------ |
| Canarias     | 57 %          | 43 %    | 0            |
| Canarias     | 50,2 %        | 43,2 %  | 6,6 %        |
| Gran Canaria | 55 %          | 45 %    | 0            |

### Los aborígenes canarios, los puertorriqueños y los dominicanos
Un grupo de estudiosos de universidades puertorriqueñas realizó un estudio del ADN mitocondrial que reveló que la actual población de Puerto Rico tiene un alto componente de aborigen canario, especialmente de los guanches que poblaban la isla de Tenerife. Este tipo de genes guanches también se han detectado en la República Dominicana.

### Vínculos con Anatolia
Según una investigación internacional cuyos resultados se dieron en 2017 y en la que ha participado la Universidad Complutense de Madrid, una pequeña parte de los aborígenes canarios tenían como parientes a los primeros agricultores europeos procedentes de Anatolia (la actual Turquía). Este dato ha sido descubierto gracias al análisis del genoma que además confirma que la gran mayoría de los aborígenes canarios provienen del norte de África.
Los resultados, publicados en la revista científica Current Biology revelan también que los aborígenes presentan una mezcla de diversos antecesores, y en concreto con poblaciones emparentadas con los primeros agricultores europeos, cuya señal genética fue introducida en Europa desde Anatolia por medio de las migraciones de los agricultores durante la expansión neolítica, hace alrededor de 7000 años. Un estudio en 2018 confirmó que, al igual que los guanches, tanto africanos del norte antiguos (del Neolítico tardío) como modernos están relacionados en parte con Anatolia/Europa.

### ADN nuclear
Los primeros datos de todo el genoma de habitantes prehispánicos que abarcan desde el siglo VII al XI muestran que los aborígenes fueron genéticamente similares en el tiempo y que presentan la mayor afinidad genética con los africanos del noroeste existentes, lo que respalda la hipótesis de un origen bereber. También estiman que los aborígenes han aportado ascendencia autosómica del 16-31 % a los habitantes modernos de las islas Canarias.
También se obtuvieron resultados genéticos que infieren en el fenotipo de uno de los individuos que revelan que este individuo probablemente era intolerante a la lactosa y tenía ojos marrones, cabello oscuro y color de piel claro o mediano. Estos resultados son similares para los otros individuos donde hay información disponible, aunque con menor cobertura, lo que sugiere que, al menos para esta muestra de aborígenes, el fenotipo dominante era intolerante a la lactosa, cabello oscuro, color de piel claro o mediano y ojos marrones.
Otro estudio reciente que tomó como referencia a 400 hombres y mujeres adultos de todas las islas, salvo La Graciosa, y que pretendía determinar las relaciones de la diversidad genética canaria con las patologías complejas más frecuentes en el archipiélago, detectó que el ADN canario presenta una genética distintiva, fruto de variables como el aislamiento geográfico de las islas, la adaptación al medio de sus habitantes y la mezcla histórica de la población prehispánica del archipiélago (procedente del norte de África), con individuos europeos y del área subsahariana. Concretamente, estimó que la población canaria, a nivel autosómico, es un 75 % europea, un 22 % norteafricana y un 3 % subsahariana.
A continuación se recoge la media por isla de ADN autosómico norteafricano y subsahariano respectivamente.
|               | Norteafricano | Norteafricano | Norteafricano | Subsahariano | Subsahariano | Subsahariano |
| ------------- | ------------- | ------------- | ------------- | ------------ | ------------ | ------------ |
|               | Min.          | Media         | Max.          | Min.         | Media        | Max.         |
| Fuerteventura | 0,218         | 0,255         | 0,296         | 0,011        | 0,027        | 0,046        |
| Lanzarote     | 0,214         | 0,254         | 0,296         | 0,014        | 0,032        | 0,057        |
| Gran Canaria  | 0,155         | 0,200         | 0,264         | 0,005        | 0,032        | 0,082        |
| Tenerife      | 0,149         | 0,208         | 0,255         | 0,002        | 0,015        | 0,057        |
| La Gomera     | 0,160         | 0,221         | 0,289         | 0,013        | 0,048        | 0,092        |
| La Palma      | 0,170         | 0,200         | 0,245         | 0,000        | 0,013        | 0,032        |
| El Hierro     | 0,192         | 0,246         | 0,299         | 0,005        | 0,020        | 0,032        |

Fuente: Genomic Analyses of Human European Diversity at the Southwestern Edge: Isolation, African Influence and Disease Associations in the Canary Islands.

## Momias aborígenes guanches

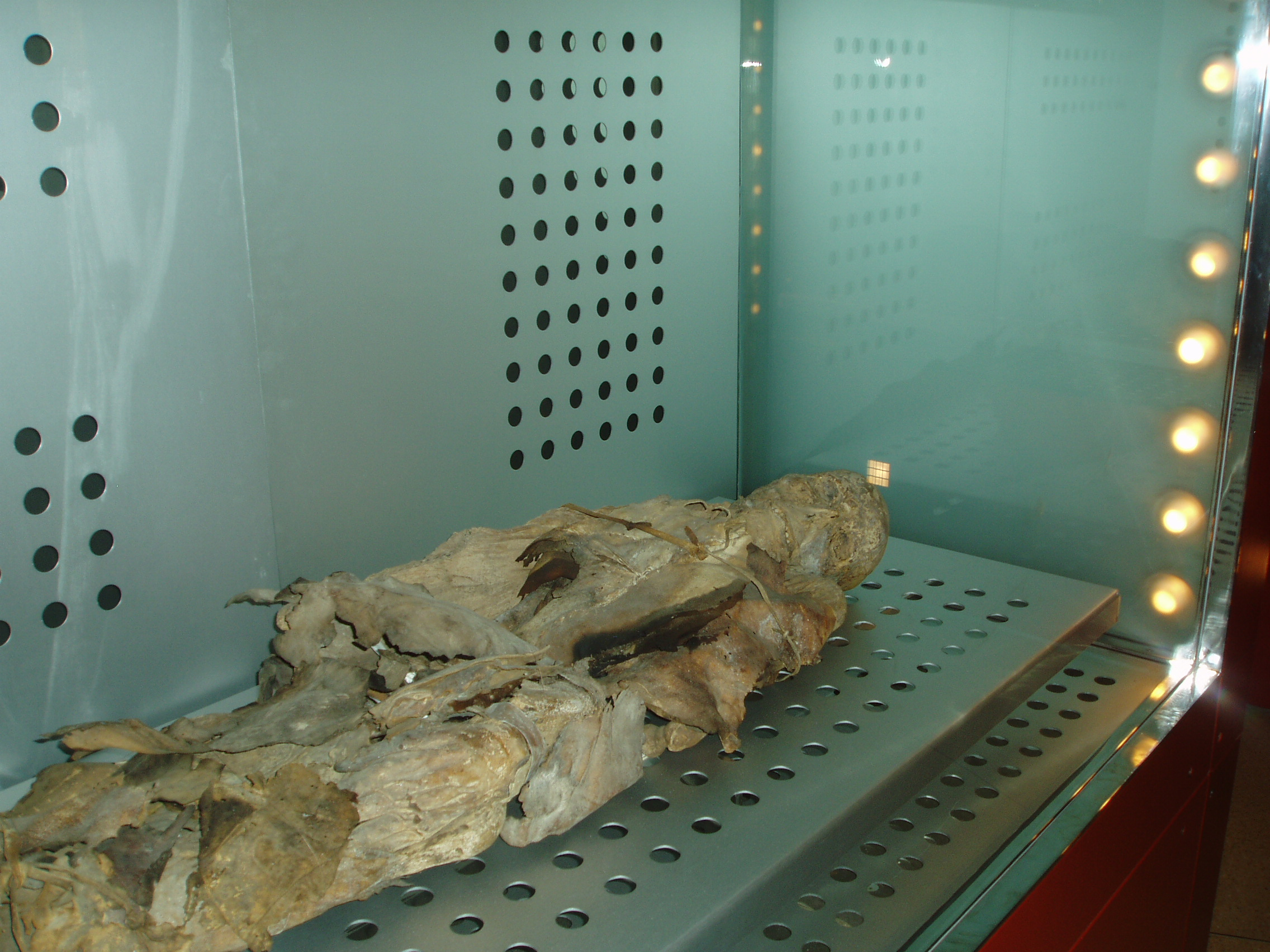
Momia guanche llamada popularmente "Momia de San Andrés" en honor al lugar en donde fue hallada. Actualmente se encuentra en el Museo Arqueológico de Santa Cruz de Tenerife.

Esta costumbre estaba destinada a preservar el cuerpo del fallecido mediante técnicas de embalsamiento muy similares a las que se realizaban en otras civilizaciones antiguas. Su finalidad, vinculada a sus creencias religiosas, era proteger al cadáver y también distinguir su relevancia social. Al contrario de lo que pueda parecer, la momificación no se practicó en todas las islas, sino principalmente en la isla de Tenerife, en donde la técnica de momificación alcanzó mayor perfección, a la vez que es la más conocida y estudiada. En Gran Canaria existe en la actualidad un debate sobre la auténtica naturaleza de las momias de los antiguos habitantes de la isla, pues investigadores señalan que no existió una verdadera intencionalidad de momificar al difunto y que la buena conservación de algunas de ellas se debe más bien a factores ambientales. En La Palma se conservaban por estos factores ambientales y en La Gomera y El Hierro no está constatada la existencia de la momificación. En Lanzarote y Fuerteventura se descarta esta práctica. 
Cabe resaltar que la momificación aborigen es en muchos aspectos parecida a la practicada por los antiguos egipcios. Para preservar la corrupción en los cadáveres cuidaban mucho el proceso, el cuerpo, y sobre todo guardaban una especial memoria y honra a los difuntos. La momificación o mirlado, como le llamaron los primeros cronistas españoles de las "islas afortunadas" (Canarias), no fue de uso general entre la población aborigen, existiendo varios procesos que muestran cierta gradación en la práctica funeraria que corresponden a una diferencia social y económica entre las diferentes castas de su sociedad. Lógicamente las momias de sus reyes (Menceyes), eran las que recibían mayores cuidados en la momificación. Los aborígenes de Tenerife al igual que los antiguos egipcios, guardaban en ocasiones las vísceras de sus reyes, "menceyes".
En el año 1933 fue descubierta la mayor necrópolis aborigen hallada hasta la fecha en el archipiélago canario, la necrópolis guanche de Uchova en el municipio de San Miguel de Abona en el sur de la isla de Tenerife. Dicho yacimiento fue saqueado casi en su totalidad, se calcula que había entre 74 y 60 momias guanches. El estudio de esta cueva funeraria reveló particularidades de los ritos mortuorios aborígenes que hasta entonces se desconocían, como la colocación de los cadáveres y el acondicionamiento de sus lechos.

## Yacimientos arqueológicos
Los principales y más significativos yacimientos arqueológicos de cada isla son:
- Lanzarote: Poblado de Zonzamas
- Fuerteventura: Montaña de Tindaya
- Gran Canaria: Cueva Pintada
- Tenerife: estación solar de Masca
- La Gomera: Fortaleza de Chipude
- La Palma: cueva de Belmaco
- El Hierro: zona arqueológica de El Julan

## Museos

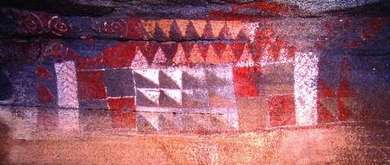
Museo y parque arqueológico Cueva Pintada en Galdar, Gran Canaria.

Muchos de los museos insulares de las islas poseen en sus colecciones material arqueológico y restos humanos de la prehistoria del archipiélago y de la Historia de Canarias. Algunos de los más importantes son:
- Museo de la Naturaleza y la Arqueología, contiene la mayor colección sobre cultura guanche del mundo, Santa Cruz de Tenerife.
- Museo Canario, Las Palmas de Gran Canaria.
- Museo y parque arqueológico Cueva Pintada, Gáldar.
- Museo Arqueológico del Puerto de La Cruz, Puerto de La Cruz.
- Museo Arqueológico de La Gomera, San Sebastián de La Gomera.
- Museo Arqueológico Benahoarita, Los Llanos de Aridane.
- Museo Arqueológico de Fuerteventura, Betancuria.

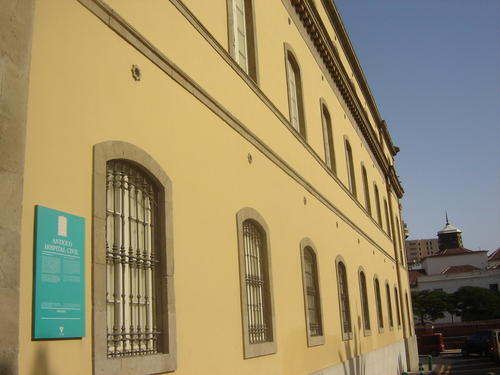
Museo de la Naturaleza y el Hombre en (Santa Cruz de Tenerife).
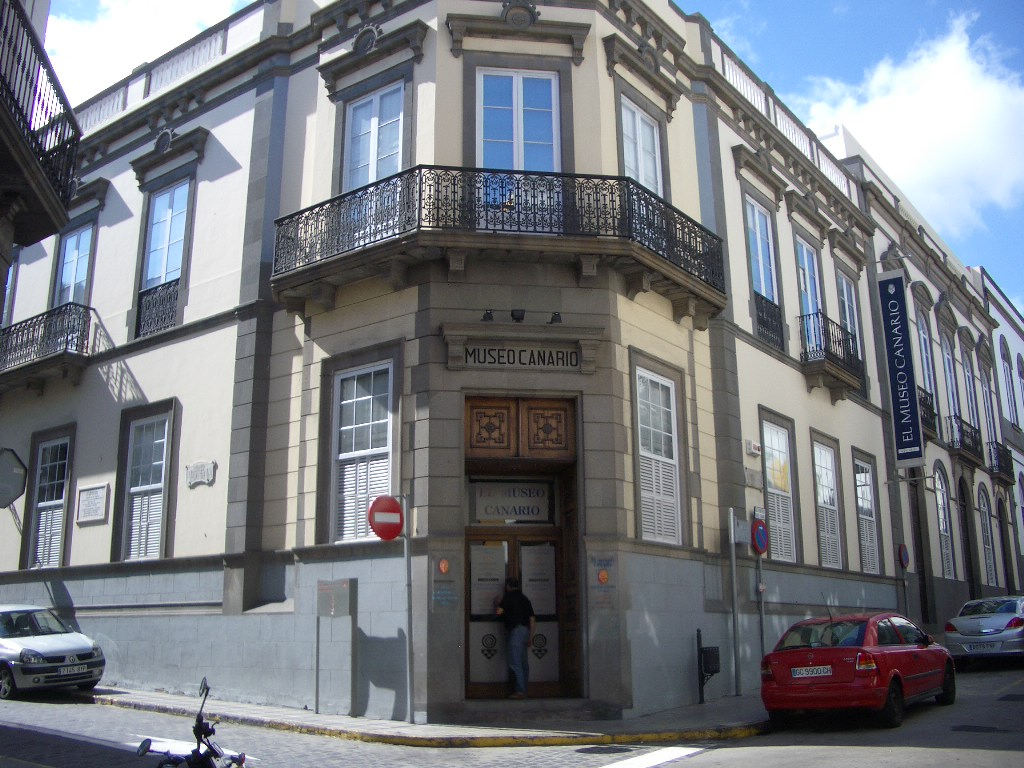
Museo Canario en Las Palmas de Gran Canaria.
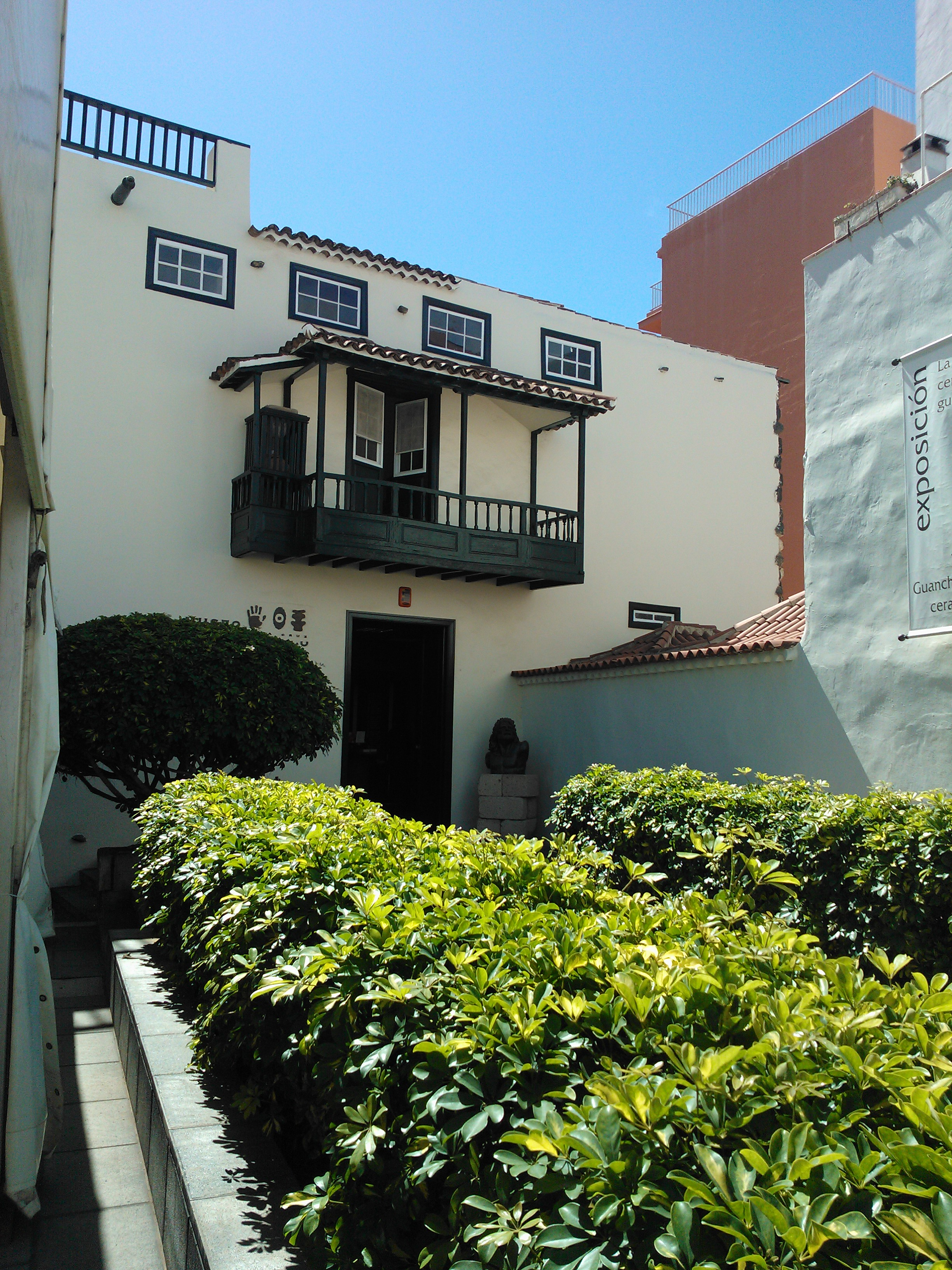
Museo arqueológico (Puerto de La Cruz).
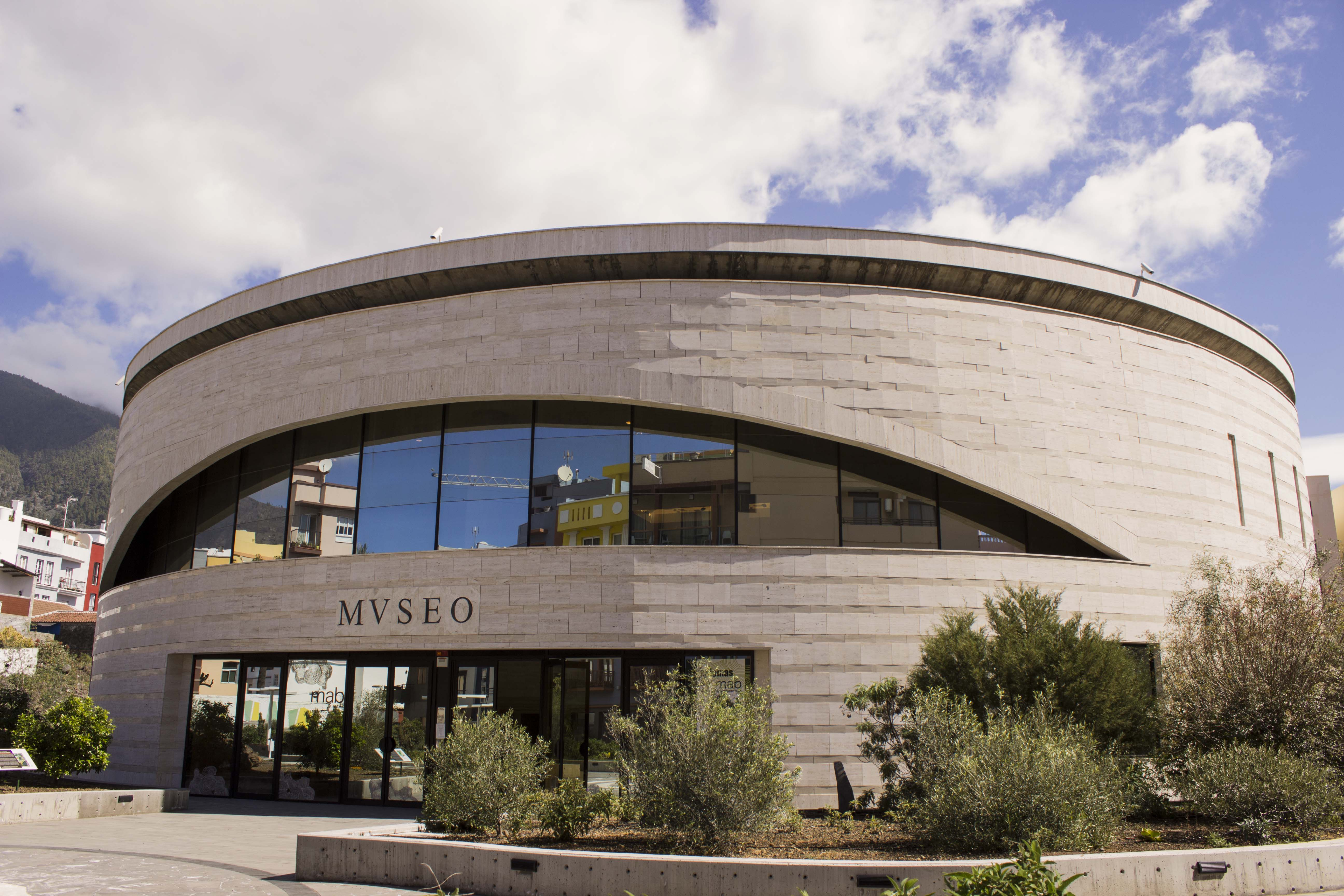
Museo Arqueológico Benahoarita en Los Llanos de Aridane.